# William Shakespeare
William Shakespeare (Stratford-upon-Avon, Warwickshire, bautizado el 26 de abril jul./6 de mayo greg. de 1564-Stratford-upon-Avon, Warwickshire, 23 de abril jul./3 de mayo greg. de 1616) fue un dramaturgo, poeta y actor inglés. Conocido en ocasiones como el Bardo de Avon (o el Bardo), se le considera el escritor más importante en lengua inglesa y como uno de los más célebres de la literatura universal.
Shakespeare es generalmente reconocido como el más grande de los escritores de todos los tiempos, figura única en la historia de la literatura. La fama de otros poetas, tales como Homero y Dante Alighieri, o de novelistas tales como León Tolstói o Charles Dickens, ha trascendido las barreras nacionales, pero ninguno de ellos ha llegado a alcanzar la reputación de Shakespeare, cuyas obras hoy se leen y representan con mayor frecuencia y en más países que nunca. La profecía de uno de sus grandes contemporáneos, Ben Jonson, se ha cumplido por tanto: «Shakespeare no pertenece a una sola época sino a la eternidad».
Ningún otro escritor ha tenido nunca tantos recursos lingüísticos como Shakespeare, tan profusos en 'Trabajos de amor perdidos' que tenemos la impresión de que, de una vez por todas, se han alcanzado muchos de los límites del lenguaje. Sin embargo, la mayor originalidad de Shakespeare reside en la representación de personajes: Bottom es un melancólico triunfo; Shylock, un problema permanentemente equívoco para todos nosotros; pero 'sir' John Falstaff es tan original y tan arrollador que, con él, Shakespeare da un giro de ciento ochenta grados a lo que es crear a un hombre por medio de palabras.
Shakespeare es el menos inglés de los poetas de Inglaterra. Comparado con Robert Frost (de New England), con William Wordsworth, con Samuel Johnson, con Chaucer y con los desconocidos que escribieron, o cantaron, las elegías, es casi un extranjero. Inglaterra es la patria del 'understatement', de la reticencia bien educada; la hipérbole, el exceso y el esplendor son típicos de Shakespeare.
Shakespeare fue poeta y dramaturgo venerado ya en su tiempo, pero su reputación no alcanzó las altísimas cotas actuales hasta el siglo XIX. Los románticos, particularmente, aclamaron su genio, y los victorianos adoraban a Shakespeare con una devoción que George Bernard Shaw denominó 'bardolatría'.
En el siglo XX, sus obras fueron adaptadas y redescubiertas en multitud de ocasiones por todo tipo de movimientos artísticos, intelectuales y de arte dramático. Las comedias y tragedias shakespearianas han sido traducidas a las principales lenguas, y constantemente son objeto de estudios y se representan en diversos contextos culturales y políticos de todo el mundo. Por otra parte, muchas de las citas y aforismos que salpican sus obras han pasado a formar parte del uso cotidiano, tanto en inglés como en otros idiomas. Y en lo personal, con el paso del tiempo, se ha especulado mucho sobre su vida, cuestionando su sexualidad, su filiación religiosa, e incluso la autoría de sus obras.

## Biografía
Existen muy pocos hechos documentados en la vida de Shakespeare, aunque es probable que naciera el 23 de abril de 1564. Lo que sí se puede afirmar es que fue bautizado en la iglesia de la Santísima Trinidad en Stratford-upon-Avon, Warwickshire, el 26 de abril de ese mismo año y falleció en ese mismo lugar el 23 de abril de 1616, según el calendario juliano (3 de mayo en el gregoriano), el supuesto día en el que cumplió 52 años.

### Comienzos

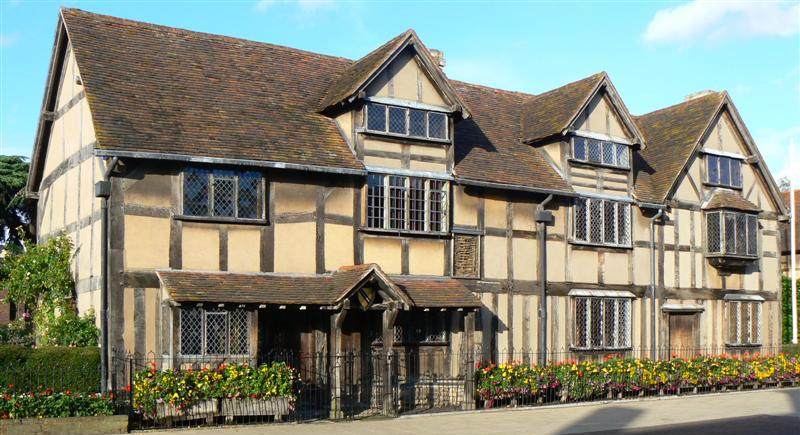
La residencia en Stratford, conocida como el lugar de nacimiento de Shakespeare (aunque es incierto). Se dice que el poeta y dramaturgo habría nacido en la habitación con las ventanas a cuadros.

Escudo de armas de Shakespeare, con el lema "Non Sanz Droict" en francés antiguo y significa "No sin derecho".

William Shakespeare (también deletreado Shakspere, Shaksper y Shake-speare, porque la ortografía en tiempos isabelinos no era ni fija ni absoluta) nació en Stratford-upon-Avon, en abril de 1564. Fue el tercero de los ocho hijos que tuvieron John Shakespeare, un próspero comerciante que llegó a alcanzar una destacada posición en el municipio, y Mary Arden, que descendía de una familia de abolengo.
En el momento de su nacimiento su familia vivía en la calle Henley de Stratford-upon-Avon. No se conoce el día exacto de su nacimiento, puesto que en aquella época solo se hacía el acta del bautismo, el 26 de abril en este caso, por lo que es de suponer que nacería algunos días antes (2 o 3 días) y no más de una semana, según era lo corriente. La tradición ha venido fijando como fecha de su nacimiento el 23 de abril, festividad de San Jorge, tal vez por analogía con el día de su muerte, el 23 de abril de 1616, según el calendario juliano, pero esta datación no se sustenta en ningún documento, aunque es la fecha más probable.
El padre de Shakespeare, que se encontraba en la cumbre de su prosperidad cuando nació William, cayó poco después en desgracia. Acusado de comercio ilegal de lana, perdió su posición destacada en el gobierno del municipio. Se ha apuntado también que tal vez tuvo que ver en su procesamiento una posible afinidad con la fe católica, por ambas partes de la familia.
William Shakespeare probablemente cursó sus primeros estudios en la escuela primaria local, la Stratford Grammar School, en el centro de su ciudad natal, lo que debió haberle aportado una educación intensiva en gramática y literatura latinas. A pesar de que la calidad de las escuelas gramaticales en el período isabelino era bastante irregular, existen indicios en el sentido de que la de Stratford era bastante buena. La asistencia de Shakespeare a esta escuela es mera conjetura, basada en el hecho de que legalmente tenía derecho a educación gratuita por ser el hijo de un alto cargo del gobierno local. No obstante, no existe ningún documento que lo acredite, ya que los archivos parroquiales se han perdido. En esa época estaba dirigida por John Cotton, maestro de amplia formación humanística y católico; una grammar school (equivalente a un estudio de gramática del XVI español o al actual bachillerato) impartía enseñanzas desde los 8 hasta los 15 años y la educación se centraba en el aprendizaje del latín; en los niveles superiores el uso del inglés estaba prohibido para fomentar la soltura en la lengua latina; prevalecía el estudio de la obra de Esopo traducida al latín, de Ovidio y de Virgilio, autores estos que Shakespeare conocía.
El 28 de noviembre de 1582, cuando tenía dieciocho años de edad, Shakespeare contrajo matrimonio con Anne Hathaway, de 26, originaria de Temple Grafton, localidad próxima a Stratford. Dos vecinos de Anne, Fulk Sandalls y John Richardson, atestiguaron que no existían impedimentos para la ceremonia. Parece que había prisa en concertar la boda, tal vez porque Anne estaba embarazada de tres meses. Tras su matrimonio, apenas hay huellas de William Shakespeare en los registros históricos, hasta que hace su aparición en la escena teatral londinense. El 26 de mayo de 1583, la hija primogénita de la pareja, Susanna, fue bautizada en Stratford. Un hijo, Hamnet, y otra hija, Judith, nacidos mellizos, fueron asimismo bautizados poco después. A juzgar por el testamento del dramaturgo, que se muestra algo desdeñoso con Anne Hathaway, el matrimonio no estaba bien avenido.
Los últimos años de la década de 1580 son conocidos como los 'años perdidos' del dramaturgo, ya que no hay evidencias que permitan conocer dónde estuvo, o por qué razón decidió trasladarse de Stratford a Londres. Según una leyenda que actualmente resulta poco creíble, fue sorprendido cazando ciervos en el parque de sir Thomas Lucy, el juez local, y se vio obligado a huir. Según otra hipótesis, pudo haberse unido a la compañía teatral Lord Chamberlain's Men a su paso por Stratford. Un biógrafo del siglo XVII, John Aubrey, recoge el testimonio del hijo de uno de los compañeros del escritor, según el cual Shakespeare habría pasado algún tiempo como maestro rural.

### Londres y su paso por el teatro
Hacia 1592 Shakespeare se encontraba ya en Londres trabajando como dramaturgo, y era lo suficientemente conocido como para merecer una desdeñosa descripción de Robert Greene, quien lo retrata como «un grajo arribista, embellecido con nuestras plumas, que con su corazón de tigre envuelto en piel de comediante se cree capaz de impresionar con un verso blanco como el mejor de vosotros», y dice también que «se tiene por el único sacude-escenas del país» (en el original, Greene usa la palabra shake-scene, aludiendo tanto a la reputación del autor como a su apellido, en un juego de paronomasia).
En 1596, con solo once años de edad, murió Hamnet, único hijo varón del escritor, quien fue enterrado en Stratford el 11 de agosto de ese mismo año. Algunos críticos han sostenido que la muerte de su hijo pudo haber inspirado a Shakespeare la composición de Hamlet (hacia 1601), reescritura de una obra más antigua que, por desgracia, no ha sobrevivido.
Hacia 1598 Shakespeare había trasladado su residencia a la parroquia de St. Helen, en Bishopsgate. Su nombre encabeza la lista de actores en la obra Cada Cual Según Su Humor (Every Man in His Humour), de Ben Jonson.
Pronto se convertiría en actor, escritor, y, finalmente, copropietario de la compañía teatral conocida como Lord Chamberlain's Men, que recibía su nombre, al igual que otras de la época, de su aristocrático mecenas, lord Chambelán (Lord Chamberlain). La compañía alcanzaría tal popularidad que, tras la muerte de Isabel I y la subida al trono de Jacobo I, el nuevo monarca la tomaría bajo su protección, pasando a denominarse los King's Men (Hombres del rey).
En 1604, Shakespeare hizo de casamentero para la hija de su casero. Documentación legal de 1612, cuando el caso fue llevado a juicio, muestra que en 1604, Shakespeare había sido arrendatario de Christopher Mountjoy, un artesano hugonote del noroeste de Londres. El aprendiz de Mountjoy, Stephen Belott, tenía intenciones de casarse con la hija de su maestro, por lo que el dramaturgo fue elegido como intermediario para ayudar a negociar los detalles de la dote. Gracias a los servicios de Shakespeare, se llevó a efecto el matrimonio, pero ocho años más tarde Belott demandó a su suegro por no hacer entrega de la totalidad de la suma acordada en concepto de dote. El escritor fue convocado a testificar, mas no recordaba el monto que había propuesto.
Existen varios documentos referentes a asuntos legales y transacciones comerciales que demuestran que en su etapa londinense Shakespeare se enriqueció lo suficiente como para comprar una propiedad en Blackfriars y convertirse en el propietario de la segunda casa más grande de Stratford.

### Últimos años

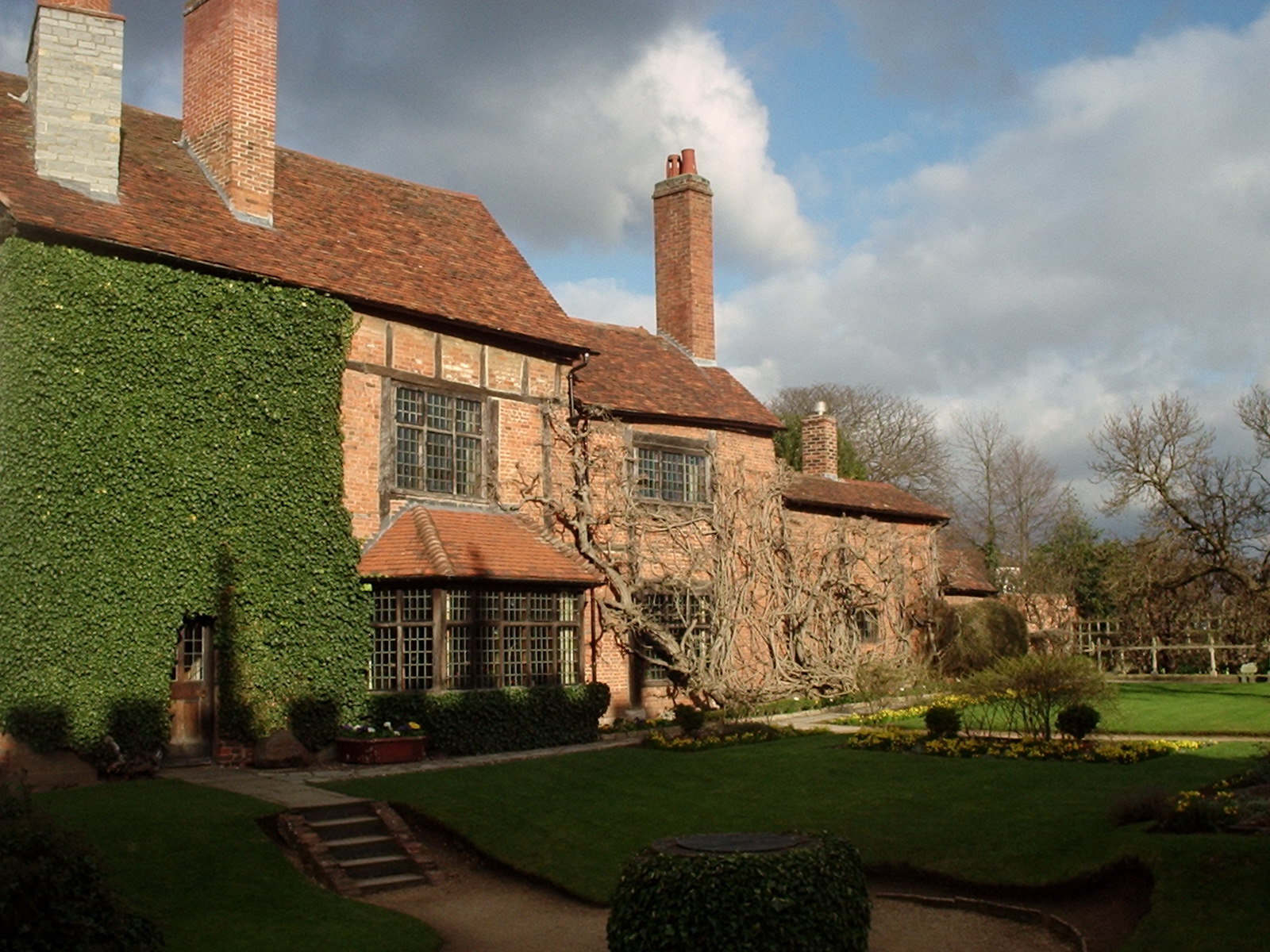
New Place, Stratford-upon-Avon, construida en el sitio de la casa de Shakespeare.

Shakespeare se retiró a su pueblo natal en 1611, pero se vio metido en diversas peleas, como por ejemplo un litigio respecto al cercado de tierras comunales que, si por un lado fomentaba la existencia de pasto para la cría de ovejas, por otro condenaba a los pobres arrebatándoles su única fuente de subsistencia. Como el escritor tenía cierto interés económico en tales propiedades, para disgusto de algunos tomó una posición neutral que solo aseguraba su propio beneficio. En marzo de 1613 hizo su última adquisición, no en su pueblo, sino en Londres, comprando por 140 libras una casa con corral cerca del teatro de Blackfriars, de cuya suma solo pagó en el acto sesenta libras, pues al día siguiente hipotecó la casa por el resto al vendedor. Por cierto, Shakespeare no inscribió la compra a su solo nombre, sino que asoció los de William Johnson, John Jackson y John Hemynge, este último uno de los actores que promovieron la edición del First folio. El efecto legal de este procedimiento, según escribe el gran biógrafo de Shakespeare Sidney Lee, «era privar a su mujer, en caso de que sobreviviera, del derecho de percibir sobre esta propiedad el dote de viuda»; pero pocos meses después aconteció un desastre: se incendió el Teatro del Globo, y con él todos los manuscritos del dramaturgo, junto con su comedia Cardenio, inspirada en un episodio de Don Quijote de La Mancha; se sabe de esta obra porque el 9 de septiembre de 1653 el editor Humphrey Maseley obtuvo licencia para la publicación de una obra que describe como Historia de Cardenio, por Fletcher y Shakespeare; el citado Sidney Lee dice que ningún drama de este título ha llegado hasta nuestros días y que probablemente haya que identificarlo con la pérdida comedia llamada Cardenno o Cardenna, que fue representada dos veces ante la Corte por la compañía de Shakespeare, la primera en febrero de 1613, con ocasión de las fiestas por el matrimonio de la princesa Isabel, y la segunda en 8 de junio, ante el embajador del Duque de Saboya, esto es, pocos días antes de incendiarse el teatro de El Globo.
En las últimas semanas de la vida de Shakespeare, el hombre que iba a casarse con su hija Judith —un tabernero de nombre Thomas Quiney— fue acusado de promiscuidad ante el tribunal eclesiástico local. Una mujer llamada Margaret Wheeler había dado a luz a un niño, y afirmó que Quiney era el padre. Tanto la mujer como su hijo murieron al poco tiempo. Esto afectó, no obstante, a la reputación del futuro yerno del escritor, y Shakespeare revisó su testamento para salvaguardar la herencia de su hija de los problemas legales que Quiney pudiese tener.
Shakespeare falleció el 23 de abril de 1616, según el calendario juliano (3 de mayo en el gregoriano). Estuvo casado con Anne hasta su muerte, y le sobrevivieron dos hijas, Susannah y Judith. La primera se casó con el doctor John Hall. Sin embargo, ni los hijos de Susannah ni los de Judith tuvieron descendencia, por lo que no existe en la actualidad ningún descendiente vivo del escritor. Se rumoreó, sin embargo, que Shakespeare era el verdadero padre de su ahijado, el poeta y dramaturgo William Davenant.

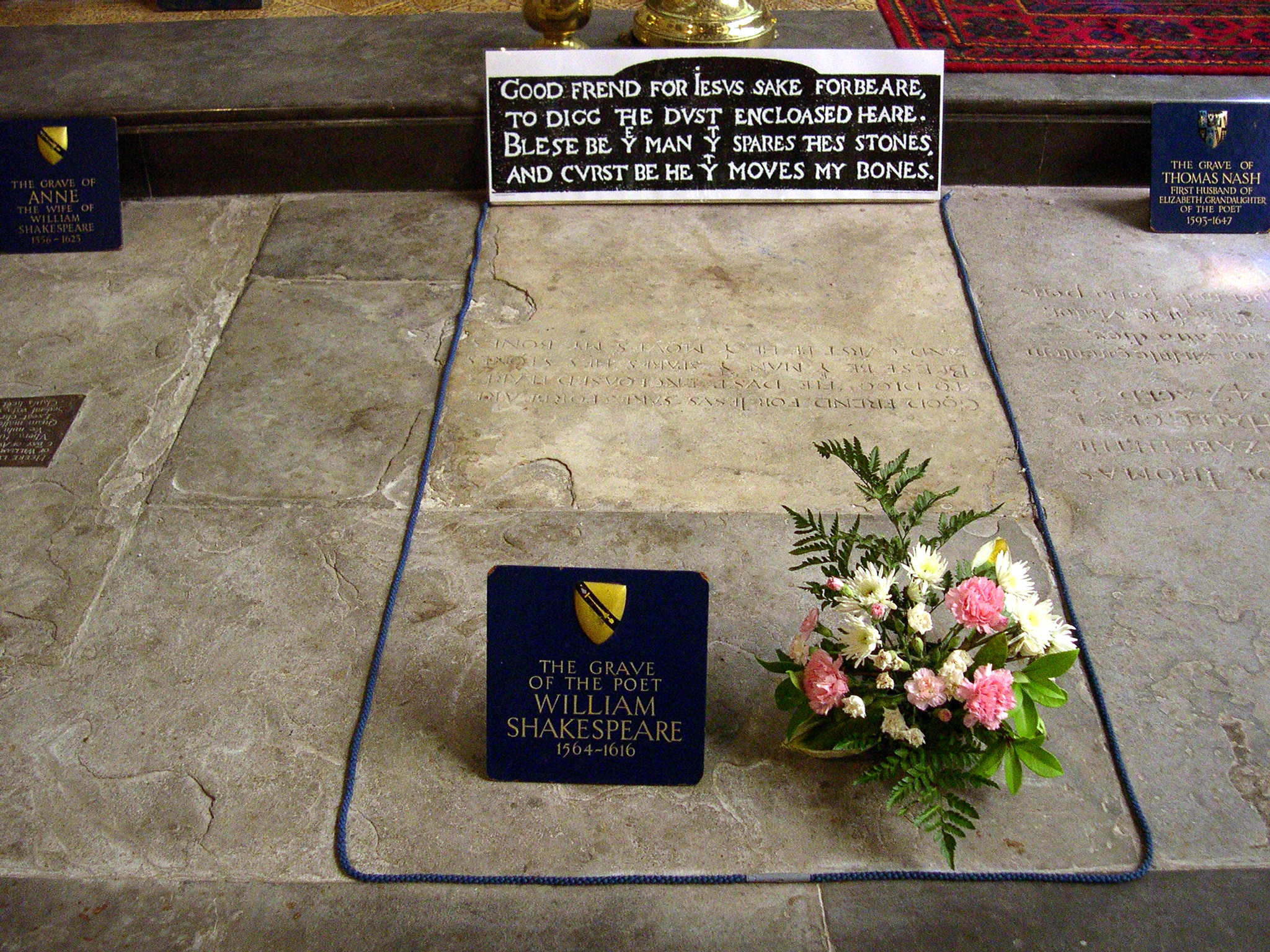
Tumba de Shakespeare en la Holy Trinity Church de Stratford-upon-Avon.

Siempre se ha tendido a asociar la muerte de Shakespeare con la bebida —murió, según los comentarios más difundidos, como resultado de una fuerte fiebre, producto de su estado de embriaguez—. Al parecer, el dramaturgo se habría reunido con Ben Jonson y Michael Drayton para festejar con sus colegas algunas nuevas ideas literarias. Investigaciones recientes llevadas a cabo por científicos alemanes afirman que es muy probable que el escritor inglés padeciera de cáncer.
Los restos de Shakespeare fueron sepultados en el presbiterio de la iglesia de la Santísima Trinidad (Holy Trinity Church) de Stratford. El honor de ser enterrado en el presbiterio, cerca del altar mayor de la iglesia, no se debió a su prestigio como dramaturgo, sino a la compra de un diezmo de la iglesia por 440 libras (una suma considerable en la época). El monumento funerario de Shakespeare, erigido por su familia sobre la pared cercana a su tumba, lo muestra en actitud de escribir, y cada año, en la conmemoración de su nacimiento, se le coloca en la mano una nueva pluma de ave.

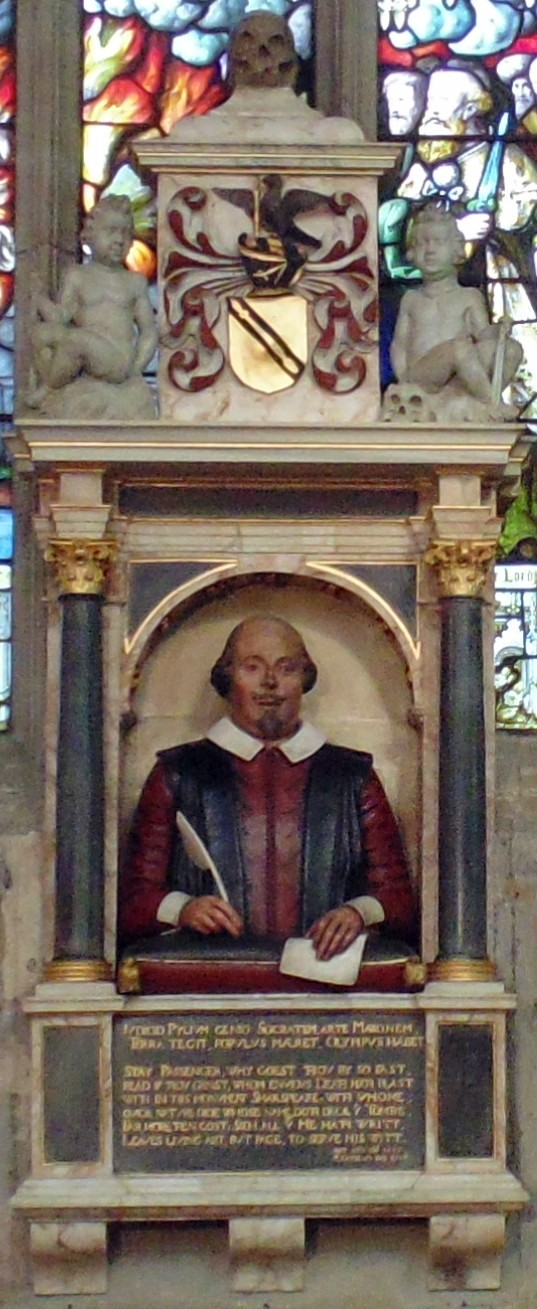
Monumento funerario de Shakespeare, en la Holy Trinity Church de Stratford.

Era costumbre en esa época, cuando había necesidad de espacio para nuevas sepulturas, vaciar las antiguas, y trasladar sus contenidos a un osario cercano. Tal vez temiendo que sus restos pudieran ser exhumados, según la Enciclopedia Británica, el propio Shakespeare habría compuesto el siguiente epitafio para su lápida:

Buen amigo, por Jesús, abstente
de cavar el polvo aquí encerrado.
Bendito sea el hombre que respete estas piedras,
y maldito el que remueva mis huesos.

Una leyenda afirma que las obras inéditas de Shakespeare yacen con él en su tumba. Nadie se ha atrevido a comprobar la veracidad de la leyenda, tal vez por miedo a la maldición del citado epitafio. [cita requerida]
Se desconoce cuál entre todos los retratos que existen de Shakespeare es el más fiel a la imagen del escritor, ya que muchos de ellos son falsos y pintados a posteriori a partir del grabado del First folio. El llamado Retrato Chandos, que data de entre 1600 y 1610, en la National Portrait Gallery (en Londres), se considera el más acertado. En él aparece el autor a los cuarenta años, aproximadamente, con barba y un aro dorado en la oreja izquierda.

### El debate sobre Shakespeare
Resulta curioso que todo el conocimiento que ha llegado a la posteridad sobre uno de los autores del canon occidental no sea más que un constructo formado con las más diversas especulaciones. Se ha discutido incluso si Shakespeare es el verdadero autor de sus obras, atribuidas por algunos a Francis Bacon, a Christopher Marlowe (quien, como espía, habría fingido su propia muerte) o a varios ingenios; la realidad es que todas esas imaginaciones derivan del simple hecho de que los datos de que se dispone sobre el autor son muy pocos y contrastan con la desmesura de su obra genial, que fecunda y da pábulo a las más retorcidas interpretaciones.

#### El problema de la autoría
Casi ciento cincuenta años después de la muerte de Shakespeare en 1616, comenzaron a surgir dudas sobre la verdadera autoría de las obras a él atribuidas. Los críticos se dividieron en «stratfordianos» (partidarios de la tesis de que el William Shakespeare nacido y fallecido en Stratford fue el verdadero autor de las obras que se le atribuyen) y «anti-stratfordianos» (defensores de la atribución de estas obras a otro autor). La segunda posición es, en la actualidad, muy minoritaria.
Los documentos históricos demuestran que entre 1590 y 1620 se publicaron varias obras teatrales y poemas atribuidos al autor William Shakespeare, y que la compañía que representaba estas piezas teatrales, Lord Chamberlain's Men (luego King's Men), tenía entre sus componentes a un actor con este nombre. Se puede identificar a este actor con el William Shakespeare del que hay constancia que vivió y murió en Stratford, ya que este último hace en su testamento ciertos dones a miembros de la compañía teatral londinense.
Los llamados «stratfordianos» opinan que este actor es también el autor de las obras atribuidas a Shakespeare, apoyándose en el hecho de que tienen el mismo nombre, y en los poemas encomiásticos incluidos en la edición de 1623 del First Folio, en los que hay referencias al «Cisne de Avon» y a su «monumento de Stratford». Esto último hace referencia a su monumento funerario en la iglesia de la Santísima Trinidad, en Stratford, en el que, por cierto, aparece retratado como escritor, y del que existen descripciones hechas por visitantes de la localidad desde, al menos, la década de 1630. Según este punto de vista, las obras de Shakespeare fueron escritas por el mismo William Shakespeare de Stratford, quien dejó su ciudad natal y triunfó como actor y dramaturgo en Londres.
Los llamados «anti-stratfordianos» discrepan de lo anteriormente expresado. Según ellos, el Shakespeare de Stratford no sería más que un hombre de paja que encubriría la verdadera autoría de otro dramaturgo que habría preferido mantener en secreto su identidad. Esta teoría tiene diferentes bases: supuestas ambigüedades y lagunas en la documentación histórica acerca de Shakespeare; el convencimiento de que las obras requerirían un nivel cultural más elevado del que se cree que tenía Shakespeare; supuestos mensajes en clave ocultos en las obras; y paralelos entre personajes de las obras de Shakespeare y la vida de algunos dramaturgos.
Durante el siglo XIX, el candidato alternativo más popular fue sir Francis Bacon. Muchos «anti-stratfordianos» del momento, sin embargo, se mostraron escépticos hacia esta hipótesis, aun cuando fueron incapaces de proponer otra alternativa. El poeta estadounidense Walt Whitman dio fe de este escepticismo cuando le dijo a Horace Traubel, «Estoy con vosotros, compañeros, cuando decís “no” a Shaksper (sic): es a lo que puedo llegar. Respecto a Bacon, bueno, veremos, veremos». Desde los años 1980, el candidato más popular ha sido Edward de Vere, decimoséptimo conde de Oxford, propuesto por John Thomas Looney en 1920, y por Charlton Ogburn en 1984. El poeta y dramaturgo Christopher Marlowe se ha barajado también como alternativa, aunque su temprana muerte lo relega a un segundo plano. Otros muchos candidatos han sido propuestos, si bien no han conseguido demasiados seguidores.
La posición más extendida en medios académicos es que el William Shakespeare de Stratford fue el autor de las obras que llevan su nombre.[cita requerida]
Sin embargo, recientemente el rumor sobre la autoría de Shakespeare se ha acrecentado tras las declaraciones de los actores Derek Jacobi y Mark Rylance. Ambos han divulgado la denominada Declaración de Duda Razonable sobre la identidad del famoso dramaturgo. La declaración cuestiona que William Shakespeare, un plebeyo del siglo XVI criado en un hogar analfabeto de Stratford-upon-Avon, escribiera las geniales obras que llevan su nombre. El comunicado argumenta que un hombre que apenas sabía leer y escribir no pudo poseer los rigurosos conocimientos legales, históricos y matemáticos que salpican las tragedias, comedias y sonetos atribuidos a Shakespeare.
A lo largo del tiempo han existido teorías que subrayan que William Shakespeare era tan solo un alias tras los que podían esconderse otros ilustres nombres como Christopher Marlowe (1564-1593), el filósofo y hombre de letras Francis Bacon (1561-1626) o Edward de Vere (1550-1604), decimoséptimo conde de Oxford. Jacobi asegura inclinarse por Edward de Vere, que frecuentó la vida cortesana en el reinado de Isabel I (1533-1603), y lo califica como su «candidato» preferido, dadas las supuestas similitudes entre la biografía del conde y numerosos hechos relatados en los libros de Shakespeare.
¿Cuál es una de las razones principales por la que se cuestionó la autoría de Shakespeare? El World Book Encyclopedia señala «la negativa a creer que un actor de Stratford-upon-Avon hubiese podido escribir tales obras. Su origen rural no cuadraba con la imagen que tenían del genial autor». La citada enciclopedia añade que la mayoría de los supuestos escritores «pertenecían a la nobleza o a otro estamento privilegiado». Así pues, muchos de los que ponían en tela de juicio la paternidad literaria de Shakespeare creen que «solo pudo haber escrito las obras un autor instruido, refinado y de clase alta». Con todo, muchos especialistas creen que Shakespeare sí las escribió.

#### Felicidad matrimonial
Se ha opinado mucho sobre la vida personal del autor y sobre su presunta homosexualidad, especulación que encuentra su base principal en una originalísima colección de sonetos que fue publicada, al parecer, sin su consentimiento. También se ha sospechado la existencia de alguna o algún amante que hiciera desgraciado su matrimonio, ya que la que fue su mujer y madre de sus tres hijos era bastante mayor que él y se encontraba embarazada antes de la boda. Esta sospecha se asienta en una famosa cita de su testamento: «Le dejo mi segunda mejor cama», pasaje que ha suscitado las más dispares interpretaciones y no pocas especulaciones. La más general tiene que ver con que la relación de la pareja no era del todo satisfactoria. Pero otra apunta en sentido contrario, ya que el dramaturgo le habría dedicado un soneto a su señora esposa titulado The World's Wife («La esposa del mundo»).
Se ha seguido muy de cerca, además, la crueldad de Shakespeare con respecto a la figura femenina en sus sonetos y, en consecuencia, de la ingenuidad del hombre que cae atrapado en sus redes. Los temas de la promiscuidad, lo carnal y la falsedad de la mujer —descrita y criticada humorísticamente por el dramaturgo— son pruebas suficientes para los que parten de la base de que tendría cierta predilección por los hombres y un repudio hacia la coquetería de las damas, en todo caso, siempre mencionadas en alusión a su superficialidad e intereses materialistas.

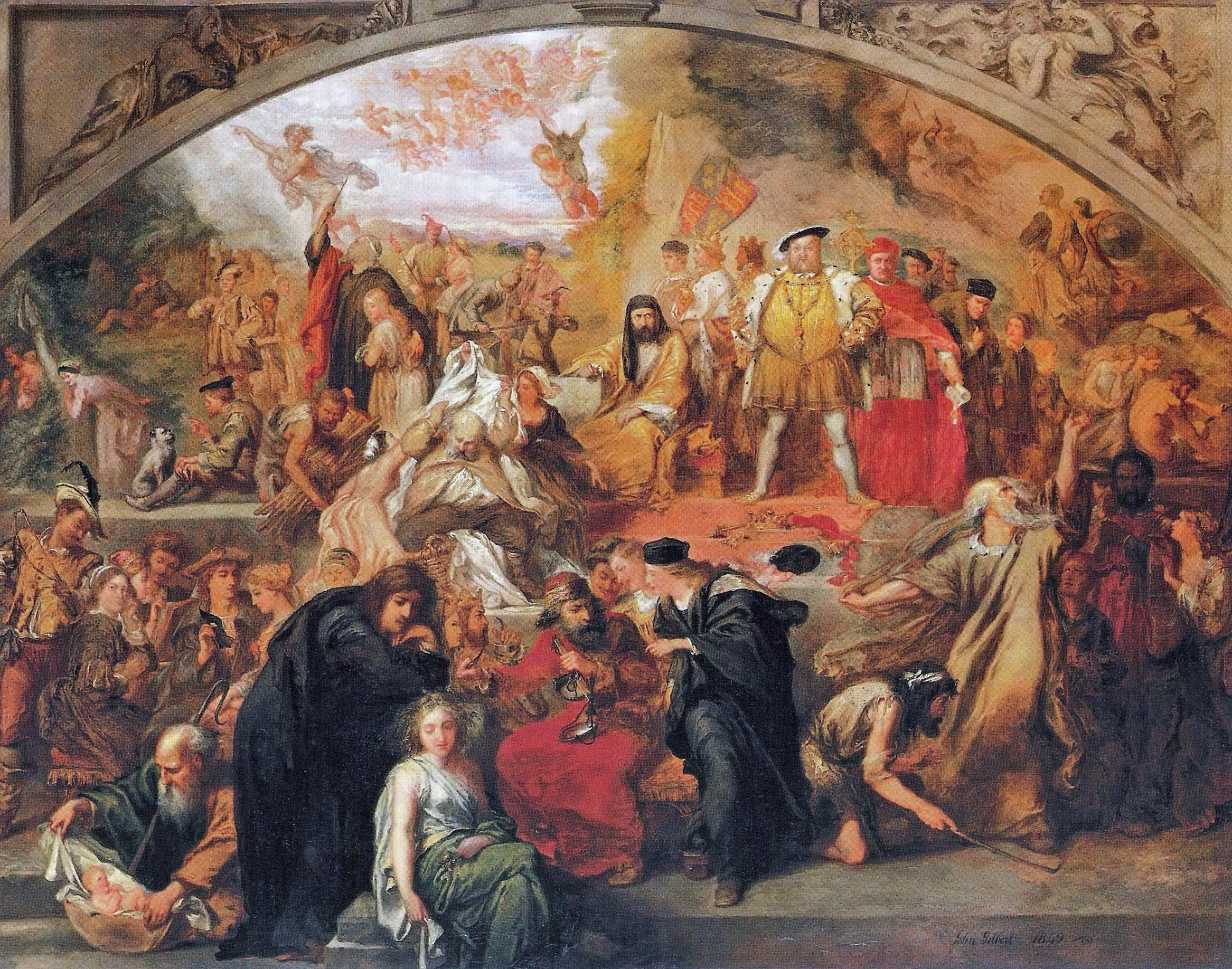
Las obras de William Shakespeare, por John Gilbert (1849).

Véase parte del siguiente fragmento de su soneto 144:

Dos amores tengo yo de disfrute y desesperación
los cuales como dos espíritus aún me sugieren que
el mejor ángel es un hombre blanco y derecho, y
el peor espectro, una mujer de color enfermizo.
Para ganarme pronto al infierno, mi mal femenino
se llevó al mejor ángel de mi lado,
y corrumpiría a mi santo para ser un demonio,
arruinando su pureza con su fétido orgullo (...).

Se puede apreciar claramente la dura crítica shakesperiana hacia el papel de una mujer que, a primera vista, parece interponerse entre el romance del dramaturgo y su mecenas. Quienes desmienten este supuesto, lo hacen objetando que la voz poética del soneto no tiene por qué coincidir con la personalidad del autor.
Lo cierto es que Shakespeare parodia su perspectiva, como vemos en la cita:

Los ojos de mi señora no son nada como el sol,
el coral es por lejos más rojo que sus rojos labios;
si la nieve es blanca, ¿por qué entonces sus pechos son oscuros?
Si el cabello fuera alambre, negros alambres crecerían de su cabeza (...).

Toda esta problemática se enturbia si nos detenemos por un instante a analizar algunos de sus más afamados pasajes teatrales. En una de sus comedias, titulada Como gustéis, Shakespeare pone de manifiesto la corrupción del mundo masculino y la capacidad de una mujer –Rosalinda – para restaurar el orden inicial y llegar a la paz. Sin embargo, a pesar de que la heroína de la trama es una figura femenina, esta se arma de valor y es capaz de grandes hazañas recién cuando asume el papel de un hombre, Ganimedes —personaje de la mitología, amante masculino de Júpiter—.
Adentrándonos en la tragedia, el caso del Rey Lear es también muy representativo. Aquí el autor destaca la ceguedad de los hombres, sobre todo de Lear, que destierra a su hija Cordelia por ser la única de las tres hermanas en expresar su honestidad.
Estudios feministas apuntarían a que Shakespeare atacaba a su sociedad contemporánea, y que utilizaría nombres y lugares ficticios para huir de persecuciones de la corte.
Defiende a la mujer y le hace ver a los hombres que el silenciarla terminaría en catástrofe, como así sucede en el desenlace de Lear.
Otras opiniones sobre la obra expresan que la mujer no podía acceder al trono, según el dramaturgo, porque esto implicaría caos y controversias. Cuando el rey Lear adjudica el poder a sus dos hijas mayores, Goneril y Regan, estas cambian su conducta bruscamente para con su padre y lo someten a una agobiante tortura que irá consumiendo su vida poco a poco. El gobierno se deteriora y el séquito real se desmorona hasta que un hombre reasume el mando.

#### Religión
En 1559, cinco años antes del nacimiento de Shakespeare, durante el reinado de Isabel I, la Iglesia de Inglaterra se separó definitivamente, tras un período de incertidumbre, de la Iglesia católica. Por esa razón, los católicos ingleses fueron presionados para convertirse al anglicanismo, y se establecieron leyes para perseguir a los que rehusaban convertirse. Algunos historiadores sostienen que durante la época de Shakespeare existió una oposición importante y muy extendida a la imposición de la nueva fe. Algunos críticos, apoyándose en evidencias tanto históricas como literarias, han argumentado que Shakespeare era uno de estos opositores, si bien no han conseguido demostrarlo fehacientemente. Lo cierto es que Shakespeare se encontró más cómodo bajo el reinado del filocatólico Jacobo I que bajo el de Isabel I, anticatólica.
Hay indicios de que algunos miembros de la familia del dramaturgo fueron católicos. El más importante es un folleto firmado por John Shakespeare, padre del poeta, en el que, supuestamente, este hacía profesión de fe de su secreto catolicismo. El texto, hallado en el interior de una de las vigas de la casa natal de Shakespeare en el siglo XVIII, fue analizado por un destacado estudioso, Edmond Malone. Sin embargo, se ha perdido, por lo que no puede demostrarse su autenticidad. John Shakespeare figuraba también entre los que no asistían a los servicios eclesiásticos, pero supuestamente esto fue "por temor a ser procesado por deudas", según los comisionados, y no por no aceptar la religión anglicana.
La madre de Shakespeare, Mary Arden, pertenecía a una conocida familia católica de Warwickshire. En 1606, su hija Susannah fue una de las pocas mujeres residentes en Stratford que rehusaron tomar la comunión, lo que podría sugerir ciertas simpatías por el catolicismo. El archidiácono Richard Davies, un clérigo anglicano del siglo XVIII, escribió supuestamente de Shakespeare: «Murió como un papista». Además, cuatro de cada seis maestros de la escuela de Stratford a la que se cree que asistió el escritor durante su juventud, eran simpatizantes católicos, y Simon Hunt, probablemente uno de los profesores de Shakespeare, terminó haciéndose jesuita.
Aunque ninguna de estas teorías prueba de modo fehaciente que Shakespeare fuese católico, la historiadora Clare Asquith es de la opinión de que las simpatías de Shakespeare por el catolicismo son perceptibles en su escritura. Según Asquith, Shakespeare utiliza términos positivos, como «alto» (high), «luminoso» (light) o «justo» (fair), para aludir a personajes católicos; y términos negativos —«bajo» (low), «oscuro» (dark)— para los protestantes.

#### La cultura de Shakespeare
Aunque es mucho lo que se desconoce sobre la educación de Shakespeare, lo cierto es que el artista no accedió a una formación universitaria y su amigo Ben Jonson, que sí la tenía, lamentó en alguna ocasión «su escaso latín y aún menos griego», lo que no fue óbice para que le llamara, además, «dulce cisne del Avon» y añadiera que «no es de un siglo, sino de todos los tiempos». En cierta manera, su no tan escasa instrucción (en Stratford había una buena escuela, y Shakespeare pudo conocer en ella a bastantes clásicos latinos) fue una ventaja, ya que su cultura no se moldeó sobre el patrón común de su tiempo; como autodidacta, William Shakespeare, según señaló un experto conocedor y traductor de su obra completa, Luis Astrana Marín, tuvo acceso a fuentes literarias sumamente raras gracias a la amistad que sostuvo con un librero. Los análisis de sus escritos revelan que fue un lector voraz; algunos de ellos son auténticos centones de textos extraídos de las fuentes más diversas. Pero son fundamentalmente cuatro las fuentes de sus obras.
En primer lugar, los historiadores ingleses, en especial la segunda edición de las The Chronicles of England, Scotlande, and Irelande, publicada en 1587, de Raphael Holinshed, como fuente de algunos de sus dramas históricos, de la trama de Macbeth y de partes de El rey Lear y Cimbelino; las Vidas paralelas de Plutarco en la retraducción desde la versión francesa de Jacques Amyot realizada por su amigo Thomas North (1573), de donde sacó su Tito Andrónico, su Julio César, su Coriolano y su Antonio y Cleopatra, y los Ensayos de Montaigne en la traducción de John Florio (1603), que moldearon algunos pasajes de La tempestad.
En segundo lugar hay que mencionar como fuente de inspiración los novellieri (de Mateo Bandello proviene la historia de Como gustéis y la de Romeo y Julieta, que también inspiró Castelvines y Monteses de Lope de Vega y Los bandos de Verona de Francisco Rojas Zorrilla; de Giambattista Giraldi Cinthio la de Otelo; de Giovanni Boccaccio A buen fin no hay mal tiempo y de Giovanni Fiorentino El mercader de Venecia y Las alegres comadres de Windsor; también Chaucer inspira algunas obras) y misceláneas de todo tipo, algunas de ellas españolas, como las Noches de invierno de Antonio de Eslava o la Silva de varia lección de Pero Mexía. 
En tercer lugar, también se inspiró en la producción dramática inglesa anterior a él, de la que extrajo abundantes argumentos, personajes y principios de composición. A veces incluso rehízo obras enteras (por ejemplo, hubo un Hamlet anterior al suyo atribuido a Thomas Kyd, de 1589, que fue un éxito y no se ha conservado, pero inspiró el posterior de Shakespeare). Citó o evocó textos de muchas obras, siendo especialmente sensible al modelo de Christopher Marlowe en sus primeras obras. Este ansia imitativa no pasó desapercibida por su contemporáneo Robert Greene, quien lo tomó por un plagiario y escribió en 1592, aludiendo a una conocida fábula citada por Horacio, lo siguiente:

Es un vulgar y arribista cuervo embellecido con nuestras plumas, de corazón de tigre bajo piel de actor, y se cree capaz de alentar el verso blanco como el mejor entre nosotros, no siendo otra cosa que un don nadie que se cree el único agita-escenas (shake-scene) del país.

Por último, Shakespeare estaba también muy versado en mitología (conocía muy bien las Metamorfosis de Ovidio) y en retórica, si bien su estilo unas veces rehúye conscientemente las rígidas y mecánicas simetrías de esta última y otras se muestra demasiado jugador del vocablo, como correspondía entonces a la moda conceptista del Eufuismo, difundido por John Lyly y a su vez procedente del estilo de Antonio de Guevara, si bien Shakespeare se pronunció contra los excesos de ese estilo.
Shakespeare reconoció ser un gran asimilador (el poder de síntesis caracteriza a grandes poetas, como también por ejemplo a Dante Alighieri) y lo declaró en su Soneto LXXVI; pero también afirmó en este soneto ser capaz de superar a sus modelos convirtiendo en nuevo algo radicalmente viejo, insuflándole nueva vida. En vez de inventar o apelar a la originalidad, tomaba historias preexistentes, como la de Hamlet, y les otorgaba cuanto les faltaba para la eminencia. Sin embargo, y pese a todo, se mostró además completamente original instalándose algunas veces deliberadamente al margen de toda tradición, como en sus Sonetos, que invierten todos los cánones del petrarquismo elaborando un cancionero destinado a un hombre y donde se exige, ni más ni menos, el abandono del narcisismo del momento para engendrar la trascendencia de la eternidad por el amor, lo que puede parecer bastante abstracto, pero es que son así de abstractos y enigmáticos estos poemas, cada uno de los cuales encierra siempre un movimiento dramático, una invocación a la acción

## Su obra

### Antecedentes: el teatro isabelino

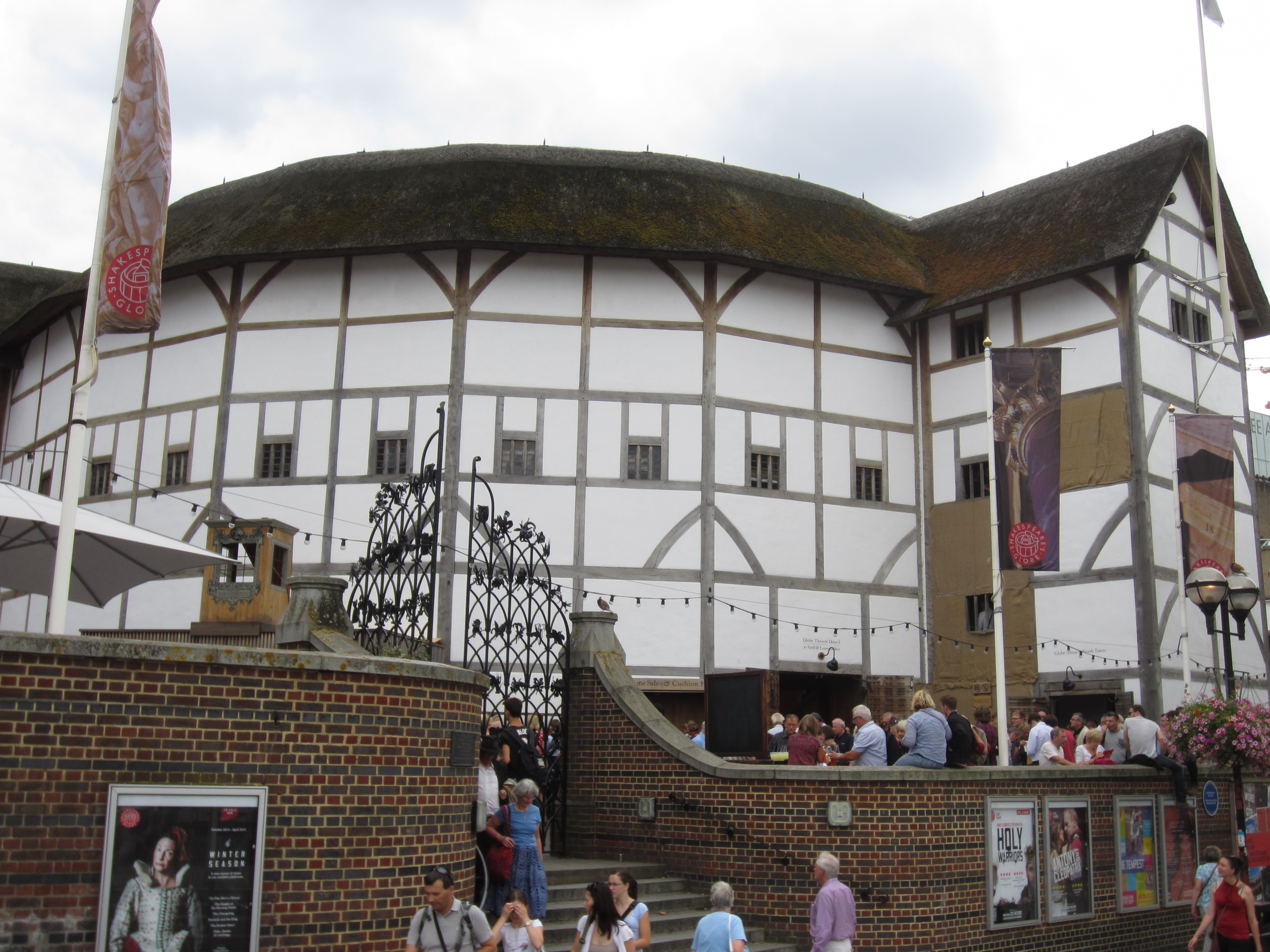
Reconstrucción moderna del teatro The Globe (el original fue destruido por un incendio en 1613).

Cuando Shakespeare se inició en la actividad teatral, esta se encontraba sufriendo los cambios propios de una época de transición. En sus orígenes, el teatro en Inglaterra era un espectáculo de tipo popular, asociado a otras diversiones extendidas en la época como el bear baiting (pelea de un oso encadenado contra perros rabiosos). Sus raíces se encuentran en la etapa tardomedieval, en una triple tradición dramática: los "milagros" o "misterios" (mystery plays), de temática religiosa y destinados a solemnizar las festividades de los diferentes gremios; las moralidades u "obras morales" (morality plays), de carácter alegórico y representadas ya por actores profesionales: y los "interludios" cortesanos, piezas destinadas al entretenimiento de la nobleza.
Los nobles más destacados patrocinaban grupos de actores que llevaban sus nombres. Así surgieron, en la época isabelina, compañías como The Hundson Men (luego Lord Chamberlain's Men), The Admiral's Men, y The Queen's Men, entre las más relevantes. En ciertas ocasiones, estas compañías teatrales realizaban sus representaciones en el palacio de sus protectores aristocráticos. The King's Men, por ejemplo, después del apadrinamiento de la compañía por el rey Jacobo I, actuaban en la corte una vez al mes. Contar con el respaldo de un mecenas era fundamental para asegurar el éxito de la obra en el futuro.
Las obras se representaban al principio en los patios interiores de las posadas. Todavía en época de Shakespeare algunos de estos lugares continuaban acogiendo representaciones teatrales. Sin embargo, no resultaban muy adecuados para las representaciones, ya que a veces la actividad de la posada llegaba a dificultar las representaciones. Además contaban con la oposición de las autoridades, preocupados por los desórdenes y reyertas que allí se originaban, así como por las «malvadas prácticas de incontinencia» que allí tenían lugar. Estaba también en contra el factor de la higiene: la peste era muy frecuente y las reuniones multitudinarias no fomentaban precisamente la salud.
Por esos motivos fue surgiendo paulatinamente una legislación que regulaba la actividad teatral, y se fue haciendo más difícil conseguir licencias para realizar representaciones en las posadas. Esto propició la construcción de teatros fijos, más salubres, en las afueras de la ciudad, y la consolidación y profesionalización de la carrera de actor. El primer teatro, denominado simplemente The Theatre, se construyó en 1576. Más adelante se construyeron otros: The Curtain, The Rose, The Swan y The Globe. Este último, construido en 1599 y ubicado, como el resto, fuera de la ciudad, para evitar problemas con el Ayuntamiento de Londres, era el más famoso de todos, y fue el preferido de la compañía de la que formó parte William Shakespeare.
Todos estos teatros fueron construidos siguiendo el modelo de los patios de las posadas. Ninguno se conserva en su estado primitivo, pero existe la posibilidad de conocer con cierta aproximación su forma, gracias a algunas referencias de la época. Eran recintos de forma hexagonal u octogonal (hay excepciones) con un escenario medianamente cubierto que se internaba un poco hacia el centro de un arenal al aire libre circundado por dos o tres pisos de galerías. La plataforma constaba de dos niveles, uno a poco más de un metro respecto a la arena, techado y sujeto por columnas, y otro un poco más alto con un tejado en el que se ocultaba el aparato necesario para manejar la tramoya y maniobrar la puesta en escena. Podía llevar una bandera e incluso simular una torre.
Estos teatros tenían un aforo muy respetable. Se ha calculado, por ejemplo, que The Globe podía acoger a alrededor de 2000 espectadores.
En un principio, la condición social de los cómicos, en especial de la de los más humildes, no se distinguía fácilmente de la de un vagabundo o un mendigo. Con el tiempo, sin embargo, gracias a la apertura de los nuevos teatros, los actores de época isabelina fueron alcanzando mayor consideración social.
La rudimentaria escenografía hacía al intérprete cargar con la responsabilidad mayor de la obra, por lo cual su técnica tendía a la sobreinterpretación en lenguaje, gesticulación y llamativa vestimenta. Como las mujeres tenían prohibido subir al escenario, los papeles femeninos se encomendaban a niños o adolescentes, lo cual se prestaba al juego cómico de la ambigüedad erótica. La palabra era muy importante, y el hecho de que el escenario se adelantara algo en el patio acotaba ese lugar para frecuentes monólogos. La ausencia de fondos pintados hacía frecuente que el actor invocase la imaginación del público y el escritor recurriera a la hipotiposis. El público era abigarrado y heterogéneo, y en consecuencia se mezclaban desde las alusiones groseras y los chistes procaces y chocarreros a la más culta y refinada galantería amorosa y la más retorcida pedantería eufuista.
La audiencia acudía al teatro pagando un precio variable según la comodidad del puesto ofrecido. La entrada más barata exigía estar a pie y expuesto a los cambios meteorológicos; las menos asequibles favorecían a la nobleza y a la gente pudiente, que podía tomar asiento a cubierto y a salvo del sol.
El oficio de autor dramático no estaba bien remunerado y todos los derechos sobre las obras pasaban a poder de las empresas que las representaban; por ello las obras sufrían con frecuencia múltiples refundiciones y adaptaciones por parte de varias plumas, no siempre diestras ni respetuosas, por no hablar de los cortes que sufrían a merced del capricho de los actores. El nombre del autor solo se mencionaba (y frecuentemente con inexactitud) dos o tres años más tarde, por lo que los escritores no disfrutaban del fruto de su trabajo, a menos que poseyeran acciones en la compañía, como era el caso de Shakespeare y otros dramaturgos que trabajaban conjuntamente y se repartían las ganancias.
Una de las características más importantes del teatro isabelino, y del de Shakespeare en particular, es la multitud de niveles en las que giran sus tramas. Lo trágico, lo cómico, lo poético, lo terreno y lo sobrenatural, lo real y lo fantástico se entremezclan en mayor o menor medida en estas obras. Las transiciones entre lo melancólico y lo activo son rápidas y, frecuentemente, se manifiestan a través de duelos y peleas en escena que debían de constituir una animada coreografía muy del gusto de la época.
El bufón (en inglés, fool) es un personaje importante para la obra shakespeariana, ya que le da libertad de expresión y soltura. Se reconocía en él una insuficiencia mental o carencia física que le permitía decir cosas u opinar sobre cuestiones polémicas que habrían sido prohibidas en boca de personajes de mayor fuste. Sin duda esta estratagema era ideal para el autor inglés, puesto que cualquier crítica a la realeza podría ser justificada adjudicándosela a un personaje que no piensa como la generalidad de las otras personas dadas las insuficiencias que padece.

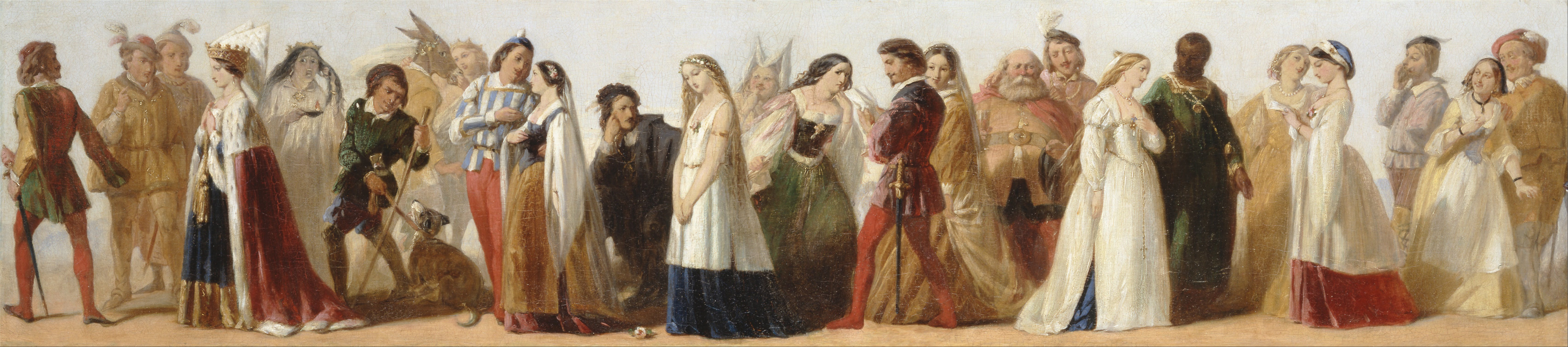
Procesión de personajes de las obras de Shakespeare, pintura de artista desconocido.

### El teatro de Shakespeare

#### ElFirst folio

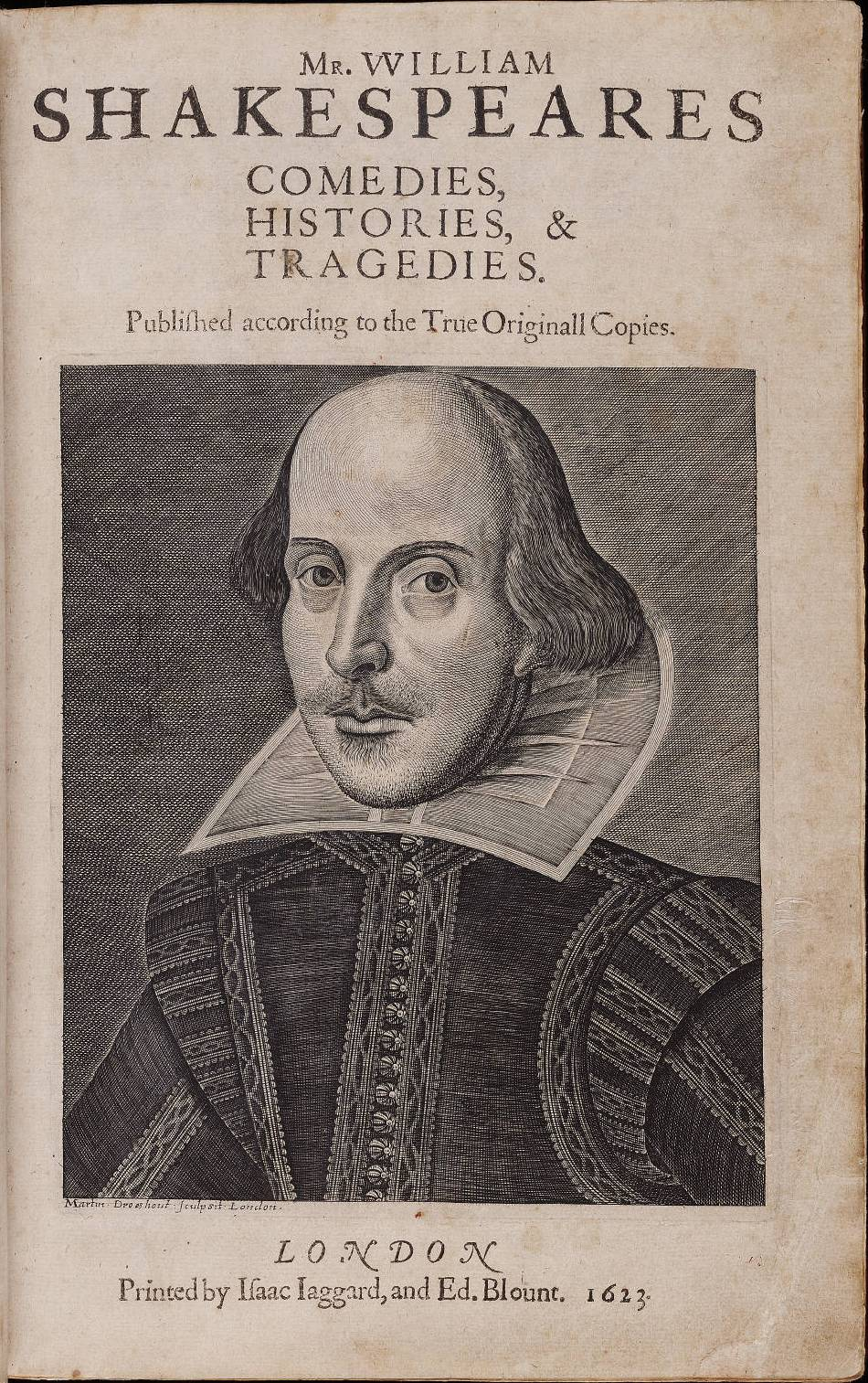
Portada del First Folio, 1623. Retrato de Shakespeare grabado por Martin Droeshout.

Ante la falta de manuscritos hológrafos y de fechas precisas de composición, se hace muy difícil el establecer una cronología bibliográfica shakespeariana. El First Folio, que reagrupa la mayor parte de su producción literaria, fue publicado por dos actores de su compañía, John Heminges y Henry Condell, en 1623, ocho años después de la muerte del autor. Este libro dividía su producción dramática en Historias, Comedias y Tragedias, y de él se hicieron 750 copias, de las que han llegado a nuestros días la tercera parte, en su mayoría incompletas. Gracias a esta obra se conservó la mitad de la obra dramática del autor, que no había sido impresa, pues Shakespeare no se preocupó en pasar a la historia como autor dramático.
El First Folio recoge exclusivamente obras dramáticas (no se encuentra en la edición ninguno de sus poemas líricos), en número de 36: 11 tragedias, 15 comedias y 10 obras históricas. No incluye algunas obras tradicionalmente atribuidas a Shakespeare, como las comedias Pericles y Los dos nobles parientes, ni la obra histórica Eduardo III. Mientras que en el caso de Pericles, parece bastante segura la participación de Shakespeare, no ocurre lo mismo con las otras dos obras, por lo que el número de títulos incluidos en el canon shakesperiano oscila, según las versiones, entre las 37 y las 39.

#### Tragedias
Al igual que muchas tragedias occidentales, la de Shakespeare suele describir a un protagonista que cae desde el páramo de la gracia y termina muriendo, junto a una ajustada proporción del resto del cuerpo protagónico. Se ha sugerido que el giro que el dramaturgo hace del género, es el polo opuesto al de la comedia; ejemplifica el sentido de que los seres humanos son inevitablemente desdichados a causa de sus propios errores o, incluso, el ejercicio irónicamente trágico de sus virtudes, o a través de la naturaleza del destino, o de la condición del hombre para sufrir, caer, y morir... En otras palabras, es una representación con un final necesariamente infeliz.
Shakespeare compuso tragedias desde el mismo inicio de su trayectoria: una de las más tempranas fue la tragedia romana de Tito Andrónico, siguiendo unos años después Romeo y Julieta. Sin embargo, las más aclamadas fueron escritas en un período de siete años entre 1601 y 1608: Hamlet, Otelo, El rey Lear, Macbeth (las cuatro principales), y Antonio y Cleopatra, junto a las menos conocidas Timón de Atenas y Troilo y Crésida.
Muchos han destacado en estas obras al concepto aristotélico de la tragedia: que el protagonista debe ser un personaje admirable pero imperfecto, con un público capacitado para comprender y simpatizar con él. Ciertamente, cada uno de los personajes trágicos de Shakespeare es capaz de ejercer el bien y el mal. La representación siempre insiste en el concepto del libre albedrío; el (anti) héroe puede degradarse o retroceder y redimirse por sus actos. El autor, en cambio, los termina conduciendo a su inevitable perdición.
A continuación se listan las tragedias completas de Shakespeare, ordenadas según la fecha aproximada de su composición:
- Tito Andrónico (1594)
- Romeo y Julieta (1595)
- Julio César (1599)
- Hamlet (1601)
- Troilo y Crésida (1602)
- Otelo (1603-1604)
- El rey Lear (1605-1606)
- Macbeth (1606)
- Antonio y Cleopatra (1606)
- Coriolano (1608)
- Timón de Atenas (1608)

#### Comedias
Entre las características esenciales de la comedia shakesperiana encontramos la vis cómica, la dialéctica de un lenguaje lleno de juegos de palabras, el contraste entre caracteres opuestos por clase social, sexo, género o poder (un ejemplo representativo sería La fierecilla domada, también traducida a veces como La doma de la bravía); las alusiones y connotaciones eróticas, los disfraces y la tendencia a la dispersión caótica y la confusión hasta que el argumento de la historia desemboca en la recuperación de lo perdido y la correspondiente restauración en el marco de lo natural. El panorama de la comedia supone además la exploración de una sociedad donde todos sus integrantes son estudiados por igual de forma muy distinta a como es vista la sociedad en sus obras históricas, montadas sobre la persecución maquiavélica del poder («una escalera de arena», a causa de su vaciedad de contenido) y el trastorno del orden cósmico divino que el rey representa en la tierra. Como galería de tipos sociales la comedia es, pues, un espacio más amplio en Shakespeare que el trágico y el histórico y refleja mejor la sociedad de su tiempo, si bien también resalta en este campo el talento del autor para crear personajes especialmente individualizados, como en el caso de Falstaff.
Si bien el tono de la trama es con frecuencia burlesco, otras veces se encuentra latente un inquietante elemento trágico, como en El mercader de Venecia. Cuando trata temas que pueden desencadenar un trágico desenlace, Shakespeare trata de enseñar, a su modo habitual, sin tomar partido, proponer remedios ni moralizar o predicar en absoluto, los riesgos del vicio, la maldad y la irracionalidad del ser humano, sin necesidad de caer en la destrucción que aparece en sus tragedias y deja a la Naturaleza el orden restaurador y reparador.
Los finales de las comedias son, por lo general, festivos y placenteros. Debe tenerse en cuenta que el lenguaje vulgar y de doble sentido, así como la magnitud de diversos puntos de vista, los cambios de suerte y el trastorno de las identidades, aportan un ingrediente infaltable que suele estar acompañado de sorprendentes coincidencias. La parodia del sexo, el papel del disfraz y el poder mágico de la naturaleza para reparar los daños y heridas ocasionados por una sociedad corrupta y sedienta de codicia son elementos trascendentes en la comedia shakespeariana.
El hombre cambia totalmente su forma de pensar y de actuar al refugiarse en lo salvaje y huir de la civilización, prestándose al juego de oposiciones. Cabe destacar, por último, que la esfera social que Shakespeare utiliza en sus obras es quizás algo más reducida que la que encontramos en la mayor parte de las comedias.
Tal como se ha dicho antes, el bufón —que era un personaje muy popular en la corte de la época— es el elemento inquebrantable sobre el cual el dramaturgo se siente más libre de expresar lo que piensa, teniendo en cuenta que las opiniones de una persona con estas características nunca eran consideradas como válidas —excusa perfecta para explayarse—.
Se estima que la fecha de composición de las comedias de Shakespeare ha de girar en torno a los años 1590 y 1612, como punto de partida y culminación de su labor como escritor. La primera y menos elaborada fue Los dos hidalgos de Verona, seguida de El mercader de Venecia, Mucho ruido y pocas nueces, Como gustéis,Cuento de invierno, La tempestad, y otras tantas que se enumeran a continuación:
- La comedia de las equivocaciones (también traducida como La comedia de los enredos (1591)
- Los dos hidalgos de Verona (1591-1592)
- Trabajos de amor perdidos (también traducida como Penas de amor perdidas o Afanes de amor en vano) (1592)
- El sueño de una noche de verano (1595-1596)
- El mercader de Venecia (1596-1597)
- Mucho ruido y pocas nueces (también traducida como Mucho ruido para nada) (1598)
- Como gustéis (también traducida como A vuestro gusto) (1599-1600)
- Las alegres comadres de Windsor (también traducida como Las alegres casadas de Windsor) (1601)
- Noche de reyes (1601-1602)
- A buen fin no hay mal principio (también traducida como Bien está todo lo que bien acaba) (1602-1603)
- Medida por medida (1604)
- Pericles (1607)
- Cimbelino (1610)
- Cuento de invierno (1610-1611)
- La tempestad (1612)
- La fierecilla domada (fecha desconocida)

Es importante dejar en claro que La tempestad, Cuento de invierno, Cimbelino y Pericles son consideradas por muchos fantasías poéticas (en inglés se emplea el término romance), dado que poseen características que las diferencian del resto de las comedias.

#### Obras históricas
En el First Folio se clasifican como «obras históricas» (en inglés, histories) exclusivamente las relacionadas con la historia, relativamente reciente, de Inglaterra. Otras obras de tema histórico, como las ambientadas en la antigua Roma, o incluso Macbeth, protagonizada por un auténtico rey de Escocia, no se clasifican en este apartado. Son once en total (o diez, si se excluye Eduardo III, modernamente considerada apócrifa). La fuente utilizada por el dramaturgo para la composición de estas obras es bien conocida: se trata de las Crónicas de Raphael Holinshed.
A continuación se ofrece una lista de estas obras ordenadas según la fecha aproximada de su composición.
- Eduardo III (The Reign of King Edward III; compuesta entre 1590 y 1594; publicada (anónimamente) en 1596).
- Enrique VI
  - Primera parte (The First Part of King Henry the Sixth; compuesta hacia 1594. Su primera edición conocida es la del First Folio.)
  - Segunda parte (The Second Part of King Henry the Sixth; compuesta hacia 1594. Su primera edición conocida es la del First Folio.)
  - Tercera parte (The Third Part of King Henry the Sixth; compuesta hacia 1594. Su primera edición conocida es la del First Folio.)
- Ricardo III (The Tragedy of King Richard the Third; compuesta hacia 1594; publicada en 1597).
- Ricardo II (The Tragedy of King Richard the Second; compuesta hacia 1595; publicada en 1597).
- Enrique IV
  - Primera parte (Henry IV, Part 1; compuesta hacia 1596; publicada en 1597 o 1598)
  - Segunda parte (Henry IV, Part 2; compuesta hacia 1597; publicada en 1600)
- Enrique V (Henry V; compuesta hacia 1597-1599; la primera edición conocida es la del First Folio).
- El rey Juan (The Life and Death of King John; compuesta probablemente hacia 1597, ya que hay datos de su representación en 1598. Su primera edición conocida es la del First Folio).
- Enrique VIII (The Famous History of the Life of King Henry the Eighth; compuesta en 1613; la primera edición conocida es la del First Folio).

Existen serias dudas sobre la autoría de la primera de la lista, Eduardo III. De la última, Enrique VIII, se cree que fue escrita en colaboración con John Fletcher, quien sustituyó a Shakespeare como principal dramaturgo de la compañía King's Men.
Dentro del conjunto de sus obras históricas, se suelen agrupar la decena que escribió sobre los reyes ingleses, conocido como el «Ciclo de Historia», que Shakespeare dedicó a siete reyes ingleses. Este ciclo excluye las obras sobre el rey Lear (un rey legendario) y Macbeth (basado en la vida del rey escocés, Macbeth de Escocia) y una obra sobre Edward III (aunque hay cada vez más indicios de que fuera escrito por Shakespeare, al menos en parte, no se ha podido establecer su autoría). Este Ciclo excluye, por no seguir la secuencia histórica, a El rey Juan y a Enrique VIII.
Ocho de estas obras están agrupadas en dos tetralogías cuyo orden de escritura no coincide con el orden cronológico de los acontecimientos históricos reflejados. La primera de estas tetralogías está formada por las tres dedicadas al reinado de Enrique VI (1422-1461), junto con la consagrada al ambicioso y terrible Ricardo III (que reinó en el período 1483-1485). Todas ellas fueron compuestas con toda probabilidad entre 1590 y 1594.
La segunda tetralogía, formada por Ricardo II, las dos partes de Enrique IV y Enrique V, retrocede en el tiempo. Se centra en los reinados de Ricardo II (1377-1399), Enrique IV (1399-1413) y Enrique V (1413-1422). Todas estas obras fueron compuestas en el período 1594-1597.
Habida cuenta de que gran parte del público era analfabeto, estas obras representaban una buena forma de comunicar la historia y fomentar, consecuentemente, el patriotismo y el amor por la cultura inglesa, así como de inculcar un sentimiento de rechazo hacia las guerras civiles. Además de brindar entretenimiento, las obras históricas reafirmaban y justificaban el poder de la monarquía ante quienes pudieran poner en cuestión su legitimidad. En el teatro de Shakespeare, el rey, como en la obra dramática de Lope de Vega, es el representante del orden cósmico en la tierra. Esto es lo que más tarde analizarían académicos de la talla de Greenblatt, centrándose en el discurso imperante y en la capacidad del teatro isabelino para asentar la autoridad real, mantener el orden y desalentar la subversión.
Dada la dependencia de las compañías teatrales con respecto de sus patrocinadores aristocráticos (y, en el caso de The King's Men, de la autoridad real), es lógico que se escribieran y representaran obras protagonizadas por personajes histórico pertenecientes a la nobleza y relevantes en la historia de Inglaterra. Es el caso de Enrique V, vencedor en la batalla de Agincourt de las tropas de Francia, la sempiterna rival de Inglaterra. Retomando hechos históricos destacados, obviando derrotas y exagerando el heroísmo de la victoria —que se atribuía al monarca reinante—, estas obras lograban que se acrecentase la devoción popular hacia la corona.
En los comienzos de la dramaturgia shakesperiana, la finalidad era legitimar la autoridad de la dinastía Tudor, entronizada en 1485, precisamente tras el derrocamiento de Ricardo III, uno de los personajes más abominables del teatro shakesperiano. La subida al trono de los Tudor había despertado ciertos recelos, tanto debido a su origen galés como a lo problemático de sus derechos al trono (aparentemente, Enrique VII, primer monarca de la dinastía, fundamentaba sus derechos en ser descendiente de la princesa francesa Catalina, viuda de Enrique V, que se volvió a casar unos años más tarde con Owen Tudor, un noble galés poco influyente en el ámbito de la monarquía nacional.)
No obstante, existen críticos que opinan que las obras históricas de Shakespeare contienen críticas veladas hacia la monarquía, disimuladas para evitar posibles problemas con la justicia.

#### Comedias tardías novelescas o de fantasía
Las narraciones caballerescas escritas en prosa o verso eran un género de fantasía heroica muy común en Europa desde la Edad Media hasta el Renacimiento; los libros de caballerías en inglés, francés, español, italiano y alemán podían contener además mitos artúricos y leyendas celtas y anglosajonas; también intervenían en ellos la magia y la fantasía, y era además perceptible la nostalgia por la pérdida mitología precristiana de hadas y otras supersticiones. Esta narrativa legendaria, cuya última expresión y obra maestra fue acaso La muerte de Arturo de sir Thomas Malory, se había convertido ya en algo alternativo y popular, identificado con las lenguas vernáculas frente a una narrativa más moralizante de carácter cristiano, vinculada al ámbito eclesiástico, para un público más selecto y en latín. Para definir este tipo de contenidos populares se escogió la denominación de lo romanceado o novelesco.
En Gran Bretaña, a fines del siglo XVI y comienzos del siglo XVII, el romance se erigió como un género fantástico en el que, además de seguirse unas convenciones características (caballero con poderes especiales, magia, brujería, alteración de la realidad, cortejo de la figura femenina, hazañas y arriesgadas aventuras), se añadía el hecho de la conquista de América: un crisol de razas y culturas bárbaras que servía de inspiración para muchos viajeros y dramaturgos. En William Shakespeare, la obra que reúne todas las susodichas convenciones y las plasma en una producción teatral tan interesante como irreal es La tempestad, considerada el testamento dramático de Shakespeare porque fue probablemente su última obra.
Se representó por primera vez en 1611 y tuvo una segunda puesta en escena hacia febrero de 1613 con motivo de la boda de Isabel Estuardo, hija del rey Jacobo I, con el príncipe Frederick de Heidelberg. En la pieza pueden hallarse no pocos paralelismos con las figuras más destacadas del período jacobino: la máscara nupcial que Próspero crea para el disfrute de Miranda y Ferdinando se corresponde con las figuras divinas de Ceres y Juno, auspiciando un dichoso porvenir si la feliz pareja prometía guardar castidad hasta después del matrimonio. Esto podría haberle sentado muy bien al monarca, tan conocido por el rigor de su moral tradicional como por su morboso interés por la magia y la brujería, que también tienen lugar importante en la obra. En efecto, estas prácticas motivaron en la época, la quema de mujeres, entre los siglos XVI y XVIII, y Jacobo I sentenciaba sin vacilar a muerte, a todas aquellas personas que estuvieran bajo mera sospecha de llevar a cabo este tipo de ceremonias. La temática de La tempestad no podría menos, pues, que manifestarse en un monarca —Próspero— interesado en acabar con el maleficio de una vieja bruja, que acechaba con irrumpir en el orden social de la isla. El mundo mágico propio de esta época reaparece sin embargo en otras comedias novelescas y fantásticas de la última época de Shakespeare, como son:
- Cimbelino (1610)
- Cuento de invierno (1609-1611)
- La tempestad (1610-1611)

Se considera que La tempestad es el testamento dramático de Shakespeare. Al parecer inspirada en una de las Noches de invierno de Antonio de Eslava, el príncipe Próspero náufrago en una isla, semihumano y semidivino por sus poderes mágicos, rompe al final su varita al reflexionar sobre su limitado poder, y resulta casi imposible no poner sus palabras en boca del mismo Shakespeare:

Nuestras diversiones han dado fin. Estos actores, como había prevenido, eran todos espíritus y se han disipado en el aire, en el interior del aire impalpable; y, a semejanza del edificio sin cimientos de esta visión, las altas torres cuyas crestas tocan las nubes, los suntuosos palacios, los solemnes templos, hasta el inmenso Globo, sí, y cuanto en él posa, se disolverán y, lo mismo que la diversión insustancial que termina por desaparecer, no quedará rastro de ello. Estamos tejidos con idéntica tela que los sueños, y nuestra corta vida se cierra con un sueño.

#### Obras perdidas y apócrifas
Algunas de las obras que Shakespeare escribió con John Fletcher se han perdido, por ejemplo Cardenio, inspirada en un episodio del Don Quijote de La Mancha de Miguel de Cervantes, o Los dos nobles caballeros (1613), que fue registrada en el Quarto hacia 1637; como esta última obra no se incluyó en el First Folio, muchos lectores cuestionan la autoría del dramaturgo en la misma. Por otro lado, y en vista de las vicisitudes que presentan muchas de las producciones shakespearianas, hay quienes sostienen que la mitad de ellas se ajustarían más bien al perfil y al estilo de Fletcher.

#### Juicios críticos
Shakespeare posee, al igual que todos los grandes poetas, un gran poder de síntesis; escribía con todo el idioma y contaba con un léxico matizado y extensísimo. Cuidó la estilización retórica de su verso blanco, con frecuencia algo inserto en la tradición conceptista barroca del Eufuismo, por lo que en la actualidad es bastante difícil de entender y descifrar incluso para los mismos ingleses; rehuyó sin embargo conscientemente las simetrías retóricas, las oposiciones demasiado evidentes de términos; el idioma era entonces una lengua proteica y los significados de las palabras no estaban todavía fijados con claridad por repertorios léxicos. Si su trabajadísimo lenguaje es y solía ser (y lo era incluso cuando Voltaire atacó en sus Cartas inglesas las hinchazones anticlásicas de su estilo) un impedimento para apreciar la obra del autor, también es cierto que es el asiento sobre el que reposa su fama y prestigio como pulidor de metáforas e inventor de neologismos comparables a los de otros dramaturgos y poetas de su época de renombrada trayectoria, como los españoles Miguel de Cervantes, Lope de Vega, Francisco de Quevedo, Luis de Góngora y Calderón de la Barca.
En líneas generales, la crítica ha destacado sobre todo dos aspectos de la obra dramática de William Shakespeare.
En primer lugar, una indiferencia y distanciamiento casi inhumanos del autor respecto a la realidad de sus personajes, que comparte asimismo con la mayor introspección y profundización en la creación de su psicología. Shakespeare no moraliza, no predica, no propone fe, creencia, ética ni solución alguna a los problemas humanos: plantea, y lo hace mejor que nadie, algunas de las angustias fundamentales de la condición humana (ser o no ser, la ingratitud, sea filial (El rey Lear) o no, la ambición vacía), pero nunca da respuestas: no sabemos qué pensaba Shakespeare, al que el espectáculo del mundo le trae al fresco, por más que su visión de fondo sea pesimista y sombría ante la posición miserable y mínima que ocupa un hombre hecho de la misma materia que los sueños en un universo misterioso, profundo, inabarcable y sin sentido. Mientras que el teatro barroco español privilegia lo divino sobre lo humano, Shakespeare reparte por igual su temor (o, más exactamente, su maravilla) ante lo celeste y ante lo terrenal:

Hay más cosas en el cielo y en la tierra, Horacio, que todas las que pueda soñar —imaginar— tu filosofía.
Shakespeare; en Hamlet, 1.° acto, escena V.

Porque Shakespeare está abierto a todo, no se impone ningún límite religioso, ético ni filosófico; hace decir a Julio César que «de todas las maravillas que he oído, la que más extraña me parece es el que los hombres tengan miedo» y en todo caso solo se puede tener miedo «del miedo que tienen los demás».
Alguna vez la crítica ha señalado en su obra el hilo constante de la misantropía y, por otra parte, solo un cósmico distanciamiento ante todo lo divino y lo humano es capaz de acuñar frases como esta:

La vida es una historia contada por un idiota, una historia llena de estruendo y furia, que nada significa.
Shakespeare; en Macbeth, 5.º acto, escena V.

O bien:

Naturaleza erguida dirá: «Ese fue un hombre... ¿Cuándo viene otro?».

En segundo lugar, la crítica ha destacado el extraordinario poder de síntesis del "Cisne de Avon" como lírico; su fantasía es capaz de ver un universo en una cáscara de nuez; como creador de personajes, cada uno de ellos representa en sí mismo una cosmovisión, por lo cual se le ha llamado Poet's poet (poeta de poetas). Son auténticas creaciones Ricardo III, Hamlet, Otelo, Bruto, Macbeth, lady Macbeth, Falstaff... Sin embargo, y por eso mismo, se le han hecho también algunos reproches: los personajes de sus obras parecen autistas, no saben escucharse y permanecen cerrados en su mundo a toda comprensión profunda del otro. ¿Qué simpatía existe entre Hamlet y su pobre y torturada novia Ofelia? ¿Se han "escuchado" alguna vez Marco Antonio y Cleopatra, quienes, a pesar de ser amantes, desconfían patológicamente el uno del otro? El crítico Harold Bloom ha señalado esto como una de las diferencias más notables y sensibles entre Shakespeare y Cervantes. En este último existe empatía, amistad y conexión humana entre sus personajes, de forma que estos aprenden de los demás y evolucionan, mientras que los autistas personajes trágicos de Shakespeare son incapaces de comprenderse y realizar este humano acercamiento.
El estudio de Shakespeare ha sido abordado desde muy diferentes perspectivas. En un primer momento, el historicismo analizó su obra desde un punto de vista histórico y externo, focalizando su atención en lo extraliterario. Como reacción, el neocriticismo se decantó más por el análisis de la obra en sí misma, prescindiendo de todo elemento extraliterario. El principal exponente de esta escuela crítica fue Stephen Greenblatt.
En años recientes, han cobrado cierto auge en medios académicos los estudios de Shakespeare desde una perspectiva feminista, duramente criticados por autores como Bloom.

### La poesía de Shakespeare

#### Sonetos

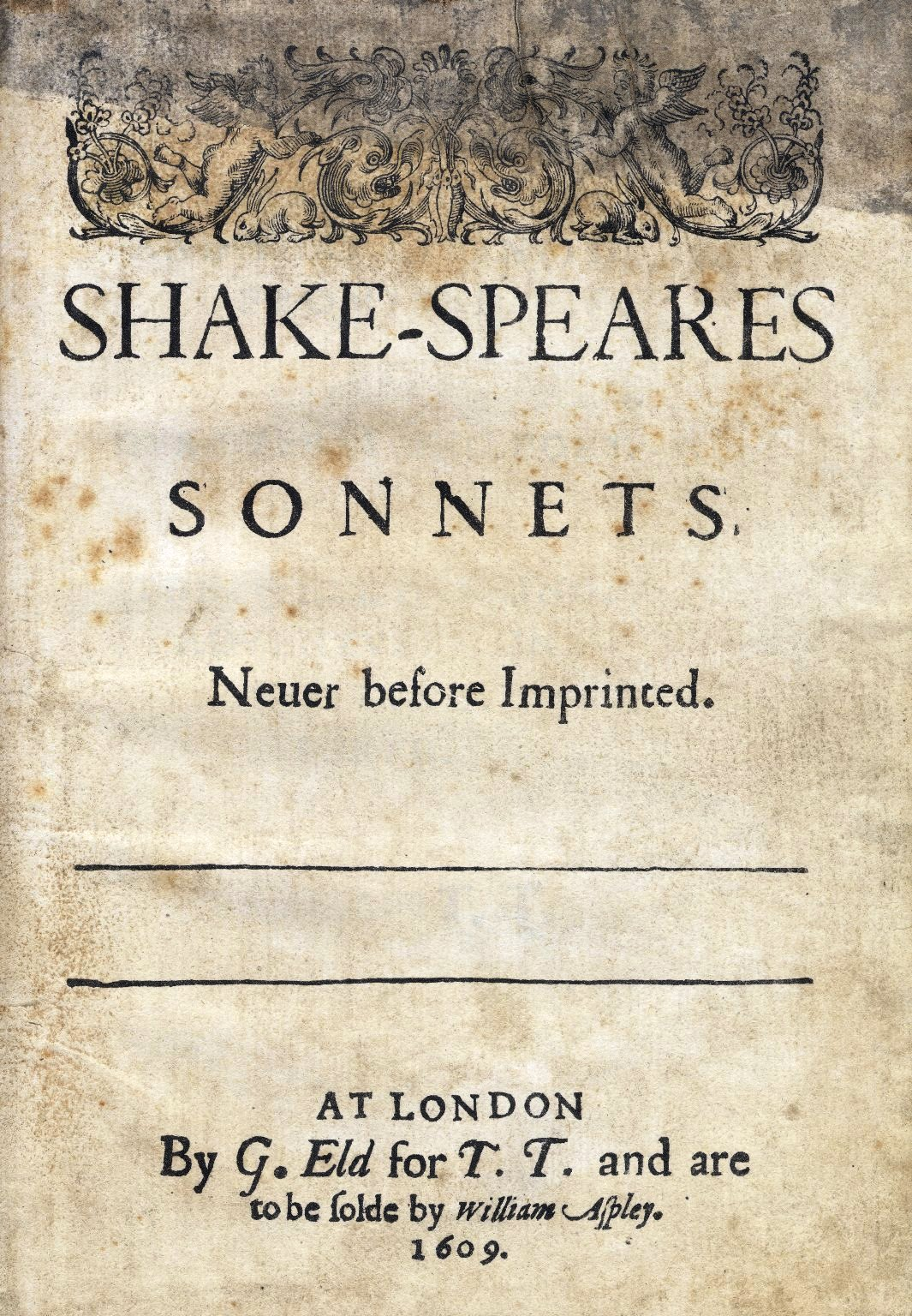
Edición de 1609 de los Sonetos de Shakespeare.

Fuera de ser un dramaturgo de incuestionable importancia, Shakespeare fue también poeta y sonetista, y se cree generalmente que él mismo se valoraba más como lírico que como autor dramático y solamente como tal esperaba perdurar a su tiempo. Aunque escribió sobre todo poemas extensos narrativos y mitológicos, se le recuerda especialmente como un excepcional autor de sonetos puramente líricos.

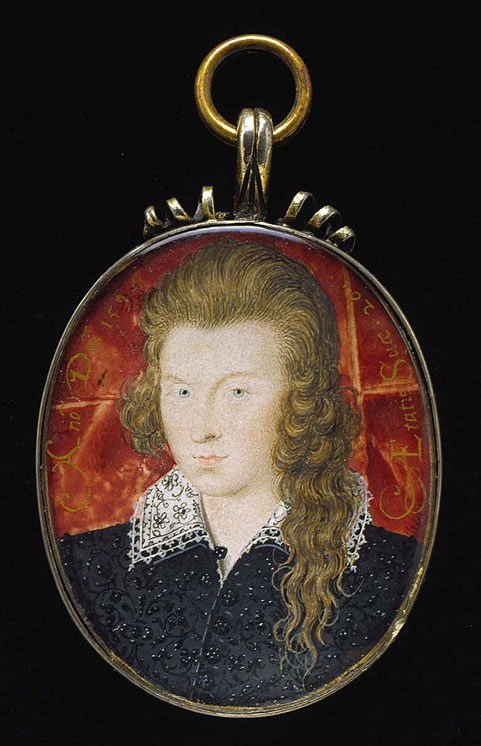
Henry Wriothesley, tercer conde de Southampton:
Mecenas de Shakespeare a los 21 años de edad, uno de los candidatos para identificar el «Fair Lord» de los sonetos.

La primera mención de estos últimos se halla en el Palladis Tamia (Wit's Treasury) (Londres, 1598) del bachiller en Artes por Cambridge Francis Meres, quien alaba a Shakespeare por sus "sonetos de azúcar"; esta mención demuestra que circulaban copias manuscritas de los mismos entre sus amigos íntimos por esas fechas:

Como el alma de Euforbio se consideraba viviendo en Pitágoras, así el alma ingeniosa y dulce de Ovidio vive en la lengua meliflua y suave de Shakespeare. Testigos, su Venus y Adonis, su Lucrecia, sus Sonetos de azúcar, conocidos de sus amigos íntimos. Y así como se estima a Plauto y Séneca cual los mejores para la comedia y la tragedia entre los latinos, así Shakespeare entre los ingleses es el más excelente en ambos géneros escénicos. Para la comedia son testigos Los dos hidalgos de Verona, sus Equivocaciones, sus Trabajos de amor perdidos, sus Trabajos de amor ganados, su Sueño de una noche de verano y su Mercader de Venecia. Para la tragedia, sus Ricardo II, Ricardo III, Enrique IV, El rey Juan, Tito Andrónico y Romeo y Julieta. Y como Epio Stolo decía que las Musas hablarían en la lengua de Plauto si quisieran hablar latín, así digo yo que las musas hablarían en la bellísima frase de Shakespeare si hubiesen de hablar inglés.

Poco después, en 1599, algunos de sus sonetos, el 138 y el 144, más tres incluidos en su comedia Trabajos de amor perdidos, salieron impresos (con numerosas variantes respecto a las ediciones posteriores) en una colección de poesías líricas intitulada El peregrino apasionado, una miscelánea de varios autores falsamente atribuida en su integridad al Cisne del Avon y que incluye entre sus otros sonetos otros ocho que le han sido asignados con bastante fundamento por razones de estilo y contenido. Solamente en 1609 apareció una misteriosa edición completa, seguramente sin el permiso de su autor, por parte de un tal T. T. (Thomas Thorpe, un editor amigo de escritores y escritor él mismo). La dedicatoria es a un tal Sr. W. H.
No hay forma de establecer con justeza la identidad oculta tras esas iniciales y se han barajado distintas teorías sobre el personaje que se esconde tras ellas; lo más probable es que fuese cualquiera de los habituales mecenas del poeta y la gran mayoría de los críticos se inclina por pensar que las siglas están invertidas y se trata de Henry Wriothesley, III conde de Southampton (1573), ya que Shakespeare ya le había expresado públicamente su aprecio con dedicatorias de otros poemas: Venus y Adonis y La violación de Lucrecia. Pero otro posible candidato y tan verosímil como el anterior es William Herbert, conde de Pembroke e hijo de Mary Herbert, hermana de sir Philip Sidney, el famoso poeta que compuso La Arcadia; en favor de este último cuenta también que le poseía una intensa devoción por el teatro y fue patrón de los King’s Men, la compañía teatral de Shakespeare. Ambos eran nobles apuestos y dedicados al mecenato del arte y las letras, y bastante más jóvenes que el poeta, requisitos que debe cumplir cualquier verdadero destinatario de los poemas.
El orden establecido por la edición de Thorpe ha consagrado una peculiar estructura muy diferente a la habitual del italianizante cancionero petrarquista; en efecto, no hay composiciones en otros metros que rompan la monotonía, la métrica es muy diferente a la del soneto clásico (se trata de tres serventesios y un pareado, el llamado soneto shakespeariano) y está consagrada en su mayor parte a la amistad (o amor) de un hombre, al que interpela frecuentemente para que cree su propia imagen y semejanza:

Crea un otro tú, por afecto a mí, para que la belleza sobreviva por ti o por los tuyos.
(X).

Se instala, pues, en una tradición completamente renovada y original, y el propio poeta era irónicamente consciente de ello:

¿Por qué mis versos se hallan tan desprovistos de formas nuevas, tan rebeldes a toda variación o vivo cambio? ¿Por qué con la época no me siento inclinado a métodos recientemente descubiertos y a extraños atavíos? ¿Por qué escribo siempre de una sola cosa, en todo instante igual, y envuelvo mis invenciones en una vestidura conocida, bien que cada palabra casi pregona mi nombre, revela su nacimiento e indica su procedencia? ¡Oh, sabedlo, dulce amor, es que escribo siempre de vuestra persona y que vos y el amor sois mi eterno tema; así, todo mi talento consiste en revestir lo nuevo con palabras viejas y volver a emplear lo que ya he empleado. Pues lo mismo que el sol es todas los días nuevo y viejo, así mi amor repite siempre lo que ya estaba dicho.
(LXXVI).

Puede dividirse en dos series sucesivas de sonetos: una de 126, que celebra a un amigo rubio y bien parecido de alta alcurnia, mecenas del poeta, al que propone que deje la soledad, el narcisismo y los placeres y engendre herederos, y los 28 últimos, que conciernen a una mujer morena, que se hallaba casada, como se infiere de una alusión del soneto 152, y seguramente era una mujer instruida, ya que sabía tocar la espineta o clavecín. Dos de los sonetos se consideran aparte, pues son versiones de un mismo epigrama de la Antología griega.
Por otra parte, aparece también y ocasionalmente, en el trío formado por Shakespeare, el enigmático destinatario y la dama morena, un poeta rival, hecho que complica todavía más la historia de un amor que en la lengua de la época podía entenderse también como amistad o como ese tipo especial de dilección que se establece entre un poeta y su mecenas. Los expertos (William Minto, seguido después por Edward Dowden, Tylor y Frederick Furnivall) sostienen en su mayoría que este poeta era el helenista George Chapman, ya que se le identifica como autor de alejandrinos, versos entonces bastante raros en la métrica inglesa y que solo utilizaba por entonces tal autor.
Los temas de los Sonetos son el amor y el tiempo, de alguna forma contrapuestos; en este último tema se profundiza en lo que se refiere a la fugacidad, llegándose a veces a lo metafísico. Cada soneto contiene también un movimiento dramático; se aprecia además en su lectura, sobre todo, el valor moral y espiritual del mensaje y la filosofía que nos deja: aprovechar el escaso tiempo que la vida nos depara para entregarse de fondo a ella. Claudio Guillén, además señala que "Shakespeare se atreve a decir cosas nuevas, completamente nuevas, como la no diferencia entre la amistad y el amor y, también, la no diferencia esencial entre el amor a la mujer y al hombre".
La cronología de los sonetos es difícil de establecer, pero se conjetura que fueron compuestos entre 1592 y 1597.

#### Poemas extensos
- Venus y Adonis
- La violación de Lucrecia
- Sonetos
- Lamento de una amante

## Shakespeare a través del tiempo

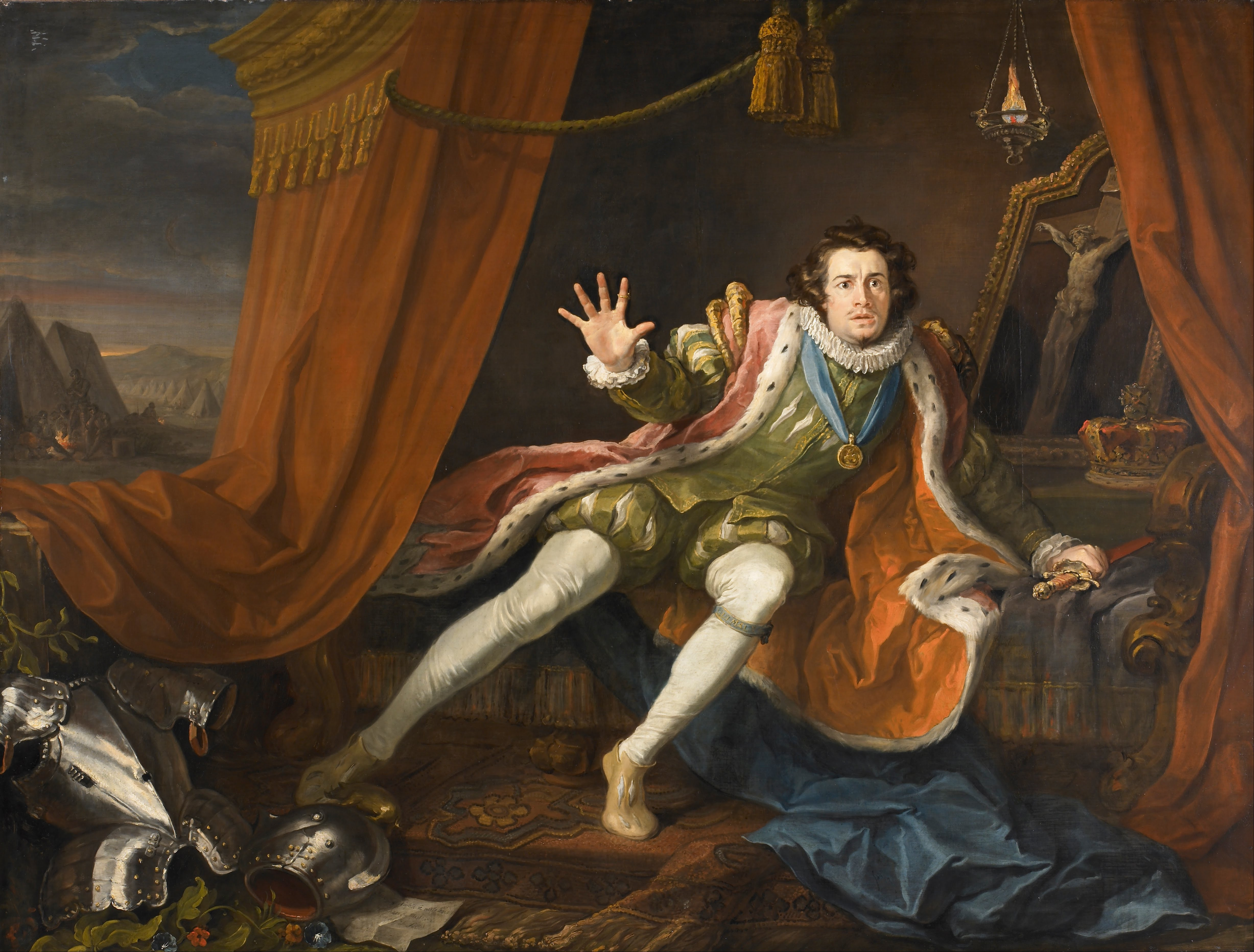
El actor David Garrick retratado por el pintor William Hogarth interpretando la tragedia shakespeariana de Ricardo III.

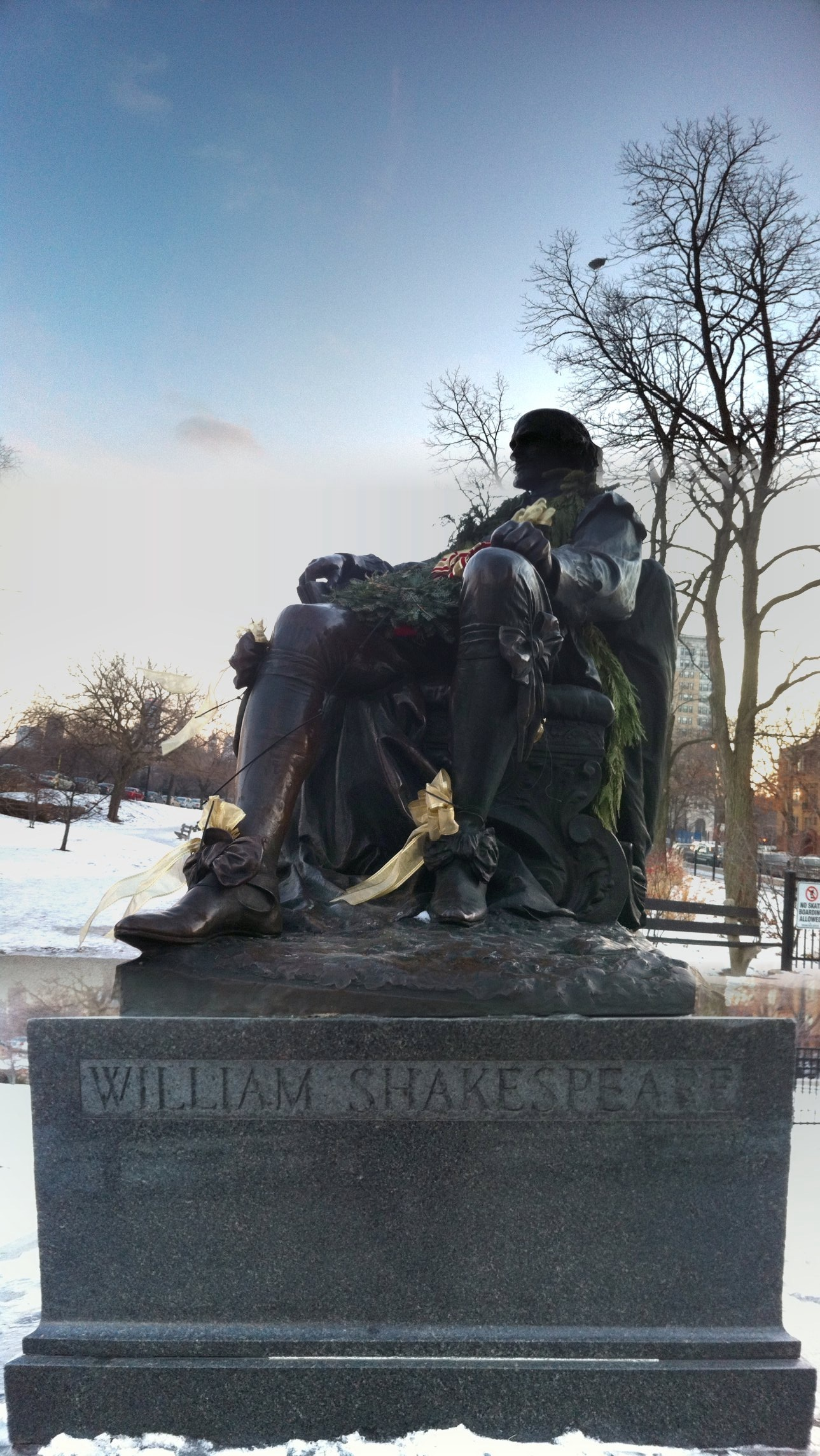
Estatua de William Shakespeare en el parque Lincoln de Chicago.

Cada época histórica ha primado determinadas obras según las preocupaciones e intereses imperantes. El concepto de «justicia poética» que prevaleció en el siglo XVIII provocó el rechazo de muchas de las tragedias de Shakespeare, ya que según sus criterios el teatro debía promover ejemplos de virtud. El crítico inglés Samuel Johnson (1709-1784) no aceptó el desenlace del Rey Lear, que consideró cruel e innecesario, y la versión de 1681 de Nahum Tate sustituyó a la de Shakespeare hasta mediados del siglo XIX, asombrando con su gran éxito al público lector: en ella hay un final feliz en el que Cordelia y Lear consiguen triunfar sobre los obstáculos, y la protagonista se casa con Edgardo, legítimo heredero del conde de Gloucester.
En 1731 el famosísimo actor David Garrick (1717-1779) apareció por vez primera encarnando al personaje del jorobado Ricardo III en la escena de un teatro de los arrabales de Londres y cosechó un éxito clamoroso. Al hacerle cargo después de la dirección del elegante teatro Drury Lane desencadenó con su deslumbrante actuación una verdadera «shakespearemanía» que llegó a su culmen al celebrarse en Stratford (1769), organizado por el mismo Garrick, el primer jubileo en honor al poeta, acto que promovió tal entusiasmo que bajo su signo incluso Irlanda llegó a exhumar falsos documentos literarios atribuidos a Shakespeare. Hacia 1772 Garrick modificó buena parte de Hamlet al suprimir la escena de los sepultureros y eximir a Laertes de toda culpa referente al veneno que portaba en su espada. Es más, la reina Gertrudis consigue sobrevivir para llevar una vida de arrepentimiento, lo que no ocurre en el original. Simultáneamente, la fama del dramaturgo se propagó por toda Europa; Voltaire lo dio a conocer en sus Cartas de Inglaterra y Jean-François Ducis lo introdujo en la escena parisina al representar por primera vez su adaptación de Hamlet (1769); en este mismo año Gotthold Ephraim Lessing publicaba en Alemania su Hamburgische Dramaturgie, una colección de estudios críticos teatrales en los que propugnaba el repudio de la tragedia francesa clásica y el nuevo encumbramiento de Shakespeare, tal como haría Johann Gottfried Herder en 1771 en sus Blättern von Deutscher Art und Kunst. Como Garrick en Inglaterra, Friedrich Ludwig Schröder, actor y director teatral, contribuyó con su primera representación del Hamlet en Alemania (1777) a hacer vivir a Shakespeare en la escena de aquel país. Goethe representó piezas de Shakespeare y Calderón en Weimar cuando le encargaron dirigir el teatro del principado y él mismo y Friedrich von Schiller experimentaron el influjo del genio inglés en sus propias obras teatrales. En España, Ramón de la Cruz tradujo el Hamleto en 1772 y Leandro Fernández de Moratín en 1798.
El renacimiento de Shakespeare (así como el de Pedro Calderón de la Barca) fue para la historia europea del teatro un hecho decisivo ya que favoreció la llegada del Prerromanticismo y al mismo tiempo hizo factible la aparición del drama nacional alemán y posteriormente del drama romántico francés de Víctor Hugo.
En 1807 Thomas Bowdler publicó Family Shakespeare, una versión modificada para hacerla, según su criterio, más apta para mujeres y niños, que no pudiese «ofender a la mente virtuosa y religiosa». Esta adaptación dio origen a la palabra inglesa bowdlerize, que designa a la censura puritana.
En época victoriana, las representaciones se caracterizaron en general por el intento arqueológico de reconstruir una época y los montadores y actores estaban obsesionados por el realismo histórico según la metodología documentalizante del positivismo. También las vanguardias artísticas afectaron al dramaturgo: Gordon Craig intentó hacer un Hamlet cubista en 1911. Su concepción iconoclasta del escenario abrió la vía para diversas revisiones estéticas de las obras de Shakespeare en el siglo XX. En 1936, Orson Welles montó un Macbeth innovador en Harlem, transponiendo no solo la época de la obra sino empleando también actores afroamericanos. El largometraje de Laurence Olivier, Enrique V, filmado en honor a los combatientes de la Segunda Guerra Mundial, hizo que determinados pasajes fueran resaltados para animar el patriotismo británico; el más significativo fue la arenga del monarca a sus tropas antes de la batalla de Agincourt contra las tropas francesas. Lo mismo cabe decir sobre innúmeras adaptaciones teatrales y cinematográficas hasta estas mismas fechas.
Así pues, la adaptación, interpretación y retorsión de la obra shakespeariana fue durante largo tiempo el producto de unos intereses morales, políticos y estéticos concretos, y escamotearon la sombría concepción de la vida que ofrece genuinamente Shakespeare.

## Shakespeare en el mundo hispánico
En lo que concierne a su influencia sobre otras culturas, y la hispana en concreto, Shakespeare fue siempre una caudalosa fuente de inspiración para escritores modernos y contemporáneos, pero no llegó a dejarse notar verdaderamente hasta el siglo XIX. En Hispanoamérica autores como Rubén Darío y en particular el ensayista José Enrique Rodó leyeron con especial interés La tempestad. Rodó, por ejemplo, articuló en su conocido ensayo Ariel (1900) toda una interpretación de América sobre los mitos de dos de sus personajes principales, Ariel y Calibán.
Pero su coronación como autor de la Literatura universal debió esperar en España hasta fines del siglo XVIII, cuando Voltaire suscitó entre los ilustrados españoles cierta curiosidad por el autor inglés a través de lo que dijo de él en sus Cartas inglesas; Ramón de la Cruz tradujo el Hamleto en 1772 desde la reducción en francés de Jean-François Ducis (1733-1816), quien había adaptado traducciones francesas de las tragedias de Shakespeare al verso sin saber inglés según los gustos del Neoclasicismo y eliminando el final violento, entre otros retoques. Esta traducción, sin embargo, no llegó a publicarse. Por el contrario Leandro Fernández de Moratín sí llegó a imprimir la suya, también desde la mala versión francesa de Ducis, acumulando a las de su modelo otras deficiencias (Madrid: Villalpando, 1798).
Hubo otras versiones de obras sueltas (Otelo, 1802, traducción de Teodoro de la Calle desde la versión francesa de Ducis; Macbé ó Los Remordimientos, 1818, por Manuel García, también desde la versión francesa de Ducis), pero solamente se emprendieron esfuerzos globales de traducción de toda la obra del autor en la segunda mitad del siglo XIX, empresas sin duda espoleadas por el prestigio que había alcanzado el autor con los elogios sin tasa que le prodigó el Romanticismo alemán.
1872 fue un año fundamental en la recepción española de Shakespeare. Se editan las primeras traducciones directas desde el inglés: Obras de William Shakspeare trad. fielmente del... inglés con presencia de las primeras ediciones y de los textos dados a luz por los más célebres comentadores del inmortal poeta, Madrid, 1872-1877 (Imp. Manuel Minuesa, R. Berenguuillo). La traducción es de Matías de Velasco y Rojas, marqués de Dos Hermanas, pero no pasó de tres volúmenes; el segundo y el tercero se imprimieron en 1872, el primero con sus poemas y sonetos, el segundo con El Mercader de Venecia y el tercero con Julieta y Romeo.
Entre 1872 y 1876 Jaime Clark tradujo Romeo y Julieta; Hamlet; Otelo; Rey Lear; El mercader de Venecia; Como gustéis; Noche de Reyes y La tempestad. En 1873, el gibraltareño Guillermo Mcpherson empezó a imprimir su traducción de 23 obras en endecasílabo blanco, provistas de importantes prólogos.
Por otra parte, de 1872 a 1912, menudearon las representaciones de sus obras en Madrid; Shakespeare aparece incluso como personaje en Un drama nuevo de Manuel Tamayo y Baus, aunque ya había aparecido como tal en el drama de Enrique Zumel Guillermo Shakespeare (Granada: José María Zamora, 1853). Del mismo modo, la crítica española emprendió por primera vez el estudio en profundidad de Shakespeare; fueron los primeros Guillermo Macpherson y su amigo el gaditano Eduardo Benot (1885) y especialmente Eduardo Juliá Martínez (1918), quien aprovechó la fecha de centenario para divulgar la figura de Shakespeare con una especie de biografía novelada que, bajo el título Shakespeare y su tiempo: historia y fantasía (1916), pretendía exponer "verdades entre las apariencias del entretenimiento" (p. xii). La obra está bien documentada, como reflejan la caudalosa anotación y los apéndices finales (281-331), que son con mucho lo más sustancioso de la obra; tras esto escribió Juliá su interesante Shakespeare en España (1918), que sirvió de base a la obra homónima de Alfonso Par. Este tradujo, entre otras piezas dramáticas, King Lear al catalán y al castellano. En 1916, coincidiendo con el tercer centenario de la muerte del dramaturgo, escribió en catalán Vida de Guillem Shakespeare, que apareció en castellano en 1930, y en este mismo año Contribución a la bibliografía española de Shakespeare; su dedicación se verá coronada con dos obras colosales, una publicada en 1935, Shakespeare en la literatura española, en dos volúmenes, y otra al año siguiente, la póstuma Representaciones shakespearianas en España, también en dos volúmenes. También hay que señalar aquí a otro estudioso español de Shakespeare, Ricardo Ruppert y Ujaravi (1920), al escritor del Realismo Juan Valera y a miembros de la generación del 98 cuales Miguel de Unamuno y Valle-Inclán, que dedicaron algunos ensayos al Cisne del Avon.
Entre las traducciones, sobresalen las obras completas en ocho volúmenes del ya citado Guillermo Macpherson (1885-1900), con sus correspondientes introducciones. También ocupan un lugar privilegiado las Obras completas de Shakespeare de Rafael Martínez Lafuente, aunque muy probablemente son retraducciones desde el francés, pues recogen en su prólogo fragmentos de los ensayos de Víctor Hugo sobre la vida y obra del dramaturgo que precedió a una traducción francesa. Ya comprende la obra entera, e incluso los títulos atribuidos, la versión de Luis Astrana Marín en prosa, entre 1920 y 1930, que fue muy leída por Federico García Lorca; compuso además Astrana una biografía que reeditó ampliada y realizó un estudio de conjunto sobre su obra que puso como introducción a su monumental edición. Son asimismo dignas de mencionarse las traducciones y adaptaciones llevadas a cabo por los simbolistas Antonio Ferrer y Robert (Macbeth, 1906); La fierecilla domada por Manuel Matoses (1895); Noche de Epifanía (1898) y El Rey Lear (1911) por Jacinto Benavente; Romeo y Julieta (1918) y Hamlet (1918) por Gregorio Martínez Sierra. Una apreciable cifra de estudios y traducciones utilizados y acumulados por William Macpherson y Rafael Martínez Lafuente pueden asimismo encontrarse en la Biblioteca del Ateneo de Madrid.
Entre las traducciones modernas, fuera de la famosa y ya citada de Luis Astrana Marín en prosa, hay que señalar las Obras completas de José María Valverde (Barcelona: Planeta, 1967), también en prosa, y las ediciones bilingües con versión española en verso blanco realizadas por el Instituto Shakespeare de Valencia, consagrado por entero a este empeño desde 1980 bajo la dirección de Manuel Ángel Conejero y Jenaro Talens. Notables son también las versiones realizadas de algunas obras por el más importante de los trágicos españoles de la segunda mitad del siglo XX, Antonio Buero Vallejo. Asimismo, Ángel Luis Pujante ha emprendido una nueva traducción de sus obras completas para Editorial Espasa-Calpe desde 1986.
Por último, en la Universidad de Murcia se ha creado en línea una base de datos con los textos de todas las traducciones de textos históricas de Shakespeare al español, cinco biografías del autor, materiales complementarios y la bibliografía confeccionada por Ángel-Luis Pujante y Juan F. Cerdá Shakespeare en España. Bibliografía anotada bilingüe / Shakespeare in Spain. An Annotated Bilingual Bibliography, Murcia/Granada: Universidad de Murcia & Universidad de Granada, 2000-2014.

## Shakespeare en la pantalla
Entre las versiones cinematográficas de la biografía shakesperiana destaca Shakespeare in Love (1998) dirigida por John Madden, Miguel y William, 2007, de la directora y guionista Inés París sobre Miguel de Cervantes y Shakespeare y Anonymous (2011) dirigida por Roland Emmerich que plantea una posible respuesta sobre la autoría de sus obras en el seno de un complot político.
Se han producido unas 250 películas basadas en textos de Shakespeare, lo cual demuestra la enorme influencia de la obra de este escritor. La obra más veces llevada a la pantalla es Hamlet, con 61 adaptaciones al cine y 21 series de televisión entre 1907 y 2000.[cita requerida]
Algunas películas basadas en obras de Shakespeare son las siguientes:
- La fierecilla domada (The Taming of the Shrew, 1929). Protagonizada por Douglas Fairbanks y Mary Pickford.
- El sueño de una noche de verano (A Midsummer Night's Dream, 1935). Dirigida por Max Reinhardt y William Dieterle.
- Romeo y Julieta (Romeo and Juliet, 1936). Dirigida por George Cukor.
- Como gustéis (As You Like It, 1936). Dirigida por Paul Czinner.
- Enrique V (The Chronicle History of King Henry the Fifth with His Battle Fought at Agincourt in France, 1945). Dirigida por Laurence Olivier.
- Macbeth (1948). Dirigida por Orson Welles.
- Hamlet (1948). Dirigida por Laurence Olivier.
- Otelo (The Tragedy of Othello: The Moor of Venice, 1952). Dirigida por Orson Welles.
- Julio César (Julius Caesar, 1953). Dirigida por Joseph L. Mankiewicz.
- Romeo y Julieta (Romeo and Juliet, 1954). Dirigida por Renato Castellani.
- Ricardo III (Richard III, 1955). Dirigida por Laurence Olivier.
- Otelo (Otello, 1956). Dirigida por Sergei Jutkevitsh.
- Planeta prohibido (Forbidden Planet, 1956). Película de ciencia ficción libremente basada en La Tempestad). Dirigida por Fred M. Wilcox.
- Trono de sangre (Kumonosu jô, 1957). Libremente basada en Macbeth. Dirigida por Akira Kurosawa.
- La Tempestad (The Tempest, 1960). Película para televisión protagonizada por Richard Burton. Dirigida por George Schaefer.
- Amor sin barreras (West Side Story, 1961). Película musical basada en Romeo y Julieta. Dirigida por Jerome Robbins y Robert Wise.
- Hamlet (Gamlet, 1963). Dirigida por Grigori Kózintsev.
- Hamlet at Elsinore (1964). Dirigida por Philip Saville.
- Hamlet (1964). Protagonizada por Richard Burton. Dirigida por Bill Colleran y John Gielgud.
- Campanadas a medianoche (1965). Basada en varias obras, especialmente Enrique IV. Dirigida por Orson Welles.
- La fierecilla domada (The Taming of the Shrew, 1967). Protagonizada por Elizabeth Taylor y Richard Burton. Dirigida por Franco Zeffirelli.
- Romeo y Julieta (Romeo and Juliet, 1968). Dirigida por Franco Zeffirelli.
- El rey Lear (Korol Lir, 1969). Dirigida por Grigori Kozintsev.
- Rey Lear (King Lear, 1971). Dirigida por Peter Brook.
- Macbeth (1971). Dirigida por Roman Polański.
- La tempestad (Tempest, 1982), dirigida por Paul Mazursky.
- Ran (1985), dirigida por Akira Kurosawa. Adaptación de El rey Lear.
- Rey Lear (King Lear, 1987), dirigida por Jean-Luc Godard.
- Enrique V (Henry V, 1989). Dirigida por Kenneth Branagh.
- Romeo y Julieta (Romeo-Juliet, 1990), con Francesca Annis, Vanessa Redgrave y Ben Kingsley. Dirigida por Armando Acosta.[42]
- Hamlet (1990), con Mel Gibson y Glenn Close. Dirigida por Franco Zeffirelli.
- Los libros de Próspero (Prospero's Books, 1991). Basada en La Tempestad). Dirigida por Peter Greenaway.
- Mi Idaho privado (My Own Private Idaho, 1991). Protagonizada po River Phoenix y Keanu Reeves y dirigida por Gus Van Sant. Libremente basada en Enrique IV.
- Como gustéis/Como gusten (As You Like It, 1992), dirigida por Christine Edzard.
- Mucho ruido y pocas nueces (Much Ado About Nothing, 1993), dirigida por Kenneth Branagh.
- El Rey León (The Lion King, 1994), dirigida por Rob Minkoff y Roger Allers. Película de animación realizada por los estudios Disney libremente basada en Hamlet.
- Otelo (Othello, 1995), dirigida por Oliver Parker.
- Richard III (Richard III, 1995), dirigida por Richard Loncraine.
- Romeo y Julieta de William Shakespeare (Romeo + Juliet, 1996), con Leonardo DiCaprio y Claire Danes. Dirigida por Baz Luhrman.
- Hamlet (1996), con Kenneth Branagh, Richard Attenborough, Judi Dench, Billy Crystal y Kate Winslet. Dirigida por Kenneth Branagh.
- En busca de Ricardo III (Looking for Richard, 1996), dirigida por Al Pacino.
- Shakespeare enamorado (Shakespeare in love, 1998), dirigida por John Madden.
- 10 razones para odiarte (10 Things I Hate About You, 1999) (basada en La fierecilla domada), con Julia Stiles y Heath Ledger. Dirigida por Gil Junger.
- El sueño de una noche de verano de William Shakespeare (A Midsummer Night's Dream, 1999), con Calista Flockhart y Michelle Pfeiffer. Dirigida por Michael Hoffman.
- Titus (1999) (basada en Tito Andrónico), con Anthony Hopkins y Jessica Lange. Dirigida por Julie Taymor.
- Trabajos de amor perdidos (Love's Labour's Lost, 2000), dirigida por Kenneth Branagh.
- Hamlet (2000), con Ethan Hawke, Julia Stiles, Kyle MacLachlan. Dirigida por Michael Almereyda.
- El Mercader de Venecia (The Merchant of Venice, 2004), dirigida por Michael Radford.
- Coriolanus (2011) , dirigida por Ralph Fiennes.
- Hamlet (2009), de la Royal Shakespeare Company dirigida por Gregory Doran con David Tennant en el papel de Hamlet, Patrick Steward como Claudius. Adaptación para la BBC de la obra representada en el teatro.
- Much Ado About Nothing (2011) David Tennant en el papel de Benedick y Catherine Tate en el papel de Beatrice y disponible en Digital Theatre.
- Richard II Royal Shakespeare Company con David Tennant en el papel de Richard II. Disponible en mayo en DVD y Blu-Ray en la página web de la RSC.

## Árbol genealógico
|              |              |              |              |              |              |           |           |                   |                   |                   |                   | Richard Shakespeare | Richard Shakespeare | Richard Shakespeare | Richard Shakespeare | Richard Shakespeare | Richard Shakespeare |                     |                     |                    |                    |                    |                    | Robert Arden  | Robert Arden  | Robert Arden  | Robert Arden  | Robert Arden  | Robert Arden  |                  |                  |                    |                    |                    |                    |                    |                    |               |               |                |                |                |                |                |                |
|              |              |              |              |              |              |           |           |                   |                   |                   |                   | Richard Shakespeare | Richard Shakespeare | Richard Shakespeare | Richard Shakespeare | Richard Shakespeare | Richard Shakespeare |                     |                     |                    |                    |                    |                    | Robert Arden  | Robert Arden  | Robert Arden  | Robert Arden  | Robert Arden  | Robert Arden  |                  |                  |                    |                    |                    |                    |                    |                    |               |               |                |                |                |                |                |                |
|              |              |              |              |              |              |           |           |                   |                   |                   |                   | John Shakespeare    | John Shakespeare    | John Shakespeare    | John Shakespeare    | John Shakespeare    | John Shakespeare    |                     |                     |                    |                    |                    |                    | Mary Arden    | Mary Arden    | Mary Arden    | Mary Arden    | Mary Arden    | Mary Arden    |                  |                  |                    |                    |                    |                    |                    |                    |               |               |                |                |                |                |                |                |
|              |              |              |              |              |              |           |           |                   |                   |                   |                   | John Shakespeare    | John Shakespeare    | John Shakespeare    | John Shakespeare    | John Shakespeare    | John Shakespeare    |                     |                     |                    |                    |                    |                    | Mary Arden    | Mary Arden    | Mary Arden    | Mary Arden    | Mary Arden    | Mary Arden    |                  |                  |                    |                    |                    |                    |                    |                    |               |               |                |                |                |                |                |                |
|              |              |              |              |              |              |           |           |                   |                   |                   |                   |                     |                     |                     |                     |                     |                     |                     |                     |                    |                    |                    |                    |               |               |               |               |               |               |                  |                  |                    |                    |                    |                    |                    |                    |               |               |                |                |                |                |                |                |
|              |              |              |              |              |              |           |           |                   |                   |                   |                   |                     |                     |                     |                     |                     |                     |                     |                     |                    |                    |                    |                    |               |               |               |               |               |               |                  |                  |                    |                    |                    |                    |                    |                    |               |               |                |                |                |                |                |                |
|              |              |              |              |              |              |           |           |                   |                   |                   |                   |                     |                     | William Shakespeare | William Shakespeare | William Shakespeare | William Shakespeare | William Shakespeare | William Shakespeare |                    |                    | Anne Hathaway      | Anne Hathaway      | Anne Hathaway | Anne Hathaway | Anne Hathaway | Anne Hathaway |               |               | Joan Shakespeare | Joan Shakespeare | Joan Shakespeare   | Joan Shakespeare   | Joan Shakespeare   | Joan Shakespeare   |                    |                    | William Hart  | William Hart  | William Hart   | William Hart   | William Hart   | William Hart   |                |                |
|              |              |              |              |              |              |           |           |                   |                   |                   |                   |                     |                     | William Shakespeare | William Shakespeare | William Shakespeare | William Shakespeare | William Shakespeare | William Shakespeare |                    |                    | Anne Hathaway      | Anne Hathaway      | Anne Hathaway | Anne Hathaway | Anne Hathaway | Anne Hathaway |               |               | Joan Shakespeare | Joan Shakespeare | Joan Shakespeare   | Joan Shakespeare   | Joan Shakespeare   | Joan Shakespeare   |                    |                    | William Hart  | William Hart  | William Hart   | William Hart   | William Hart   | William Hart   |                |                |
|              |              |              |              |              |              |           |           |                   |                   |                   |                   |                     |                     |                     |                     |                     |                     |                     |                     |                    |                    |                    |                    |               |               |               |               |               |               |                  |                  |                    |                    |                    |                    |                    |                    |               |               |                |                |                |                |                |                |
|              |              |              |              |              |              |           |           |                   |                   |                   |                   |                     |                     |                     |                     |                     |                     |                     |                     |                    |                    |                    |                    |               |               |               |               |               |               |                  |                  |                    |                    |                    |                    |                    |                    |               |               |                |                |                |                |                |                |
|              |              | John Hall    | John Hall    | John Hall    | John Hall    | John Hall | John Hall |                   |                   | Susanna Hall      | Susanna Hall      | Susanna Hall        | Susanna Hall        | Susanna Hall        | Susanna Hall        |                     |                     | Hamnet Shakespeare  | Hamnet Shakespeare  | Hamnet Shakespeare | Hamnet Shakespeare | Hamnet Shakespeare | Hamnet Shakespeare |               |               |               |               | Judith Quiney | Judith Quiney | Judith Quiney    | Judith Quiney    | Judith Quiney      | Judith Quiney      |                    |                    | Thomas Quiney      | Thomas Quiney      | Thomas Quiney | Thomas Quiney | Thomas Quiney  | Thomas Quiney  |                |                |                |                |
|              |              | John Hall    | John Hall    | John Hall    | John Hall    | John Hall | John Hall |                   |                   | Susanna Hall      | Susanna Hall      | Susanna Hall        | Susanna Hall        | Susanna Hall        | Susanna Hall        |                     |                     | Hamnet Shakespeare  | Hamnet Shakespeare  | Hamnet Shakespeare | Hamnet Shakespeare | Hamnet Shakespeare | Hamnet Shakespeare |               |               |               |               | Judith Quiney | Judith Quiney | Judith Quiney    | Judith Quiney    | Judith Quiney      | Judith Quiney      |                    |                    | Thomas Quiney      | Thomas Quiney      | Thomas Quiney | Thomas Quiney | Thomas Quiney  | Thomas Quiney  |                |                |                |                |
|              |              |              |              |              |              |           |           |                   |                   |                   |                   |                     |                     |                     |                     |                     |                     |                     |                     |                    |                    |                    |                    |               |               |               |               |               |               |                  |                  |                    |                    |                    |                    |                    |                    |               |               |                |                |                |                |                |                |
|              |              |              |              |              |              |           |           |                   |                   |                   |                   |                     |                     |                     |                     |                     |                     |                     |                     |                    |                    |                    |                    |               |               |               |               |               |               |                  |                  |                    |                    |                    |                    |                    |                    |               |               |                |                |                |                |                |                |
| John Barnard | John Barnard | John Barnard | John Barnard | John Barnard | John Barnard |           |           | Elizabeth Barnard | Elizabeth Barnard | Elizabeth Barnard | Elizabeth Barnard | Elizabeth Barnard   | Elizabeth Barnard   |                     |                     | Thomas Nash         | Thomas Nash         | Thomas Nash         | Thomas Nash         | Thomas Nash        | Thomas Nash        |                    |                    | Thomas Quiney | Thomas Quiney | Thomas Quiney | Thomas Quiney | Thomas Quiney | Thomas Quiney |                  |                  | Shakespeare Quiney | Shakespeare Quiney | Shakespeare Quiney | Shakespeare Quiney | Shakespeare Quiney | Shakespeare Quiney |               |               | Richard Quiney | Richard Quiney | Richard Quiney | Richard Quiney | Richard Quiney | Richard Quiney |
| John Barnard | John Barnard | John Barnard | John Barnard | John Barnard | John Barnard |           |           | Elizabeth Barnard | Elizabeth Barnard | Elizabeth Barnard | Elizabeth Barnard | Elizabeth Barnard   | Elizabeth Barnard   |                     |                     | Thomas Nash         | Thomas Nash         | Thomas Nash         | Thomas Nash         | Thomas Nash        | Thomas Nash        |                    |                    | Thomas Quiney | Thomas Quiney | Thomas Quiney | Thomas Quiney | Thomas Quiney | Thomas Quiney |                  |                  | Shakespeare Quiney | Shakespeare Quiney | Shakespeare Quiney | Shakespeare Quiney | Shakespeare Quiney | Shakespeare Quiney |               |               | Richard Quiney | Richard Quiney | Richard Quiney | Richard Quiney | Richard Quiney | Richard Quiney |

## Obras

### Tragedia
Orden cronológico más arriba.
- Antonio y Cleopatra
- Coriolano
- El rey Lear
- Hamlet
- Julio César
- Macbeth
- Otelo
- Romeo y Julieta
- Tito Andrónico
- Troilo y Crésida

### Comedia
Orden cronológico más arriba.
- A buen fin no hay mal tiempo
- Cardenio (perdida)
- Cimbelino
- Como gustéis
- El mercader de Venecia
- El sueño de una noche de verano
- La comedia de las equivocaciones
- La fierecilla domada
- Las alegres comadres de Windsor
- La tempestad
- Los dos hidalgos de Verona
- Los dos nobles caballeros (atribuida)
- Medida por medida
- Mucho ruido y pocas nueces
- Noche de reyes
- Timón de Atenas
- Trabajos de amor perdidos
- Cuento de invierno

### Drama histórico
Orden cronológico más arriba.
- King John
- Ricardo II
- Enrique IV, parte 1
- Enrique IV, parte 2
- Enrique V
- Enrique VI, Parte 1
- Enrique VI, Parte 2
- Enrique VI, Parte 3
- Ricardo III
- Enrique VIII

### Otras obras
- Sonetos
- Venus y Adonis
- La violación de Lucrecia